# Улицы Луцка

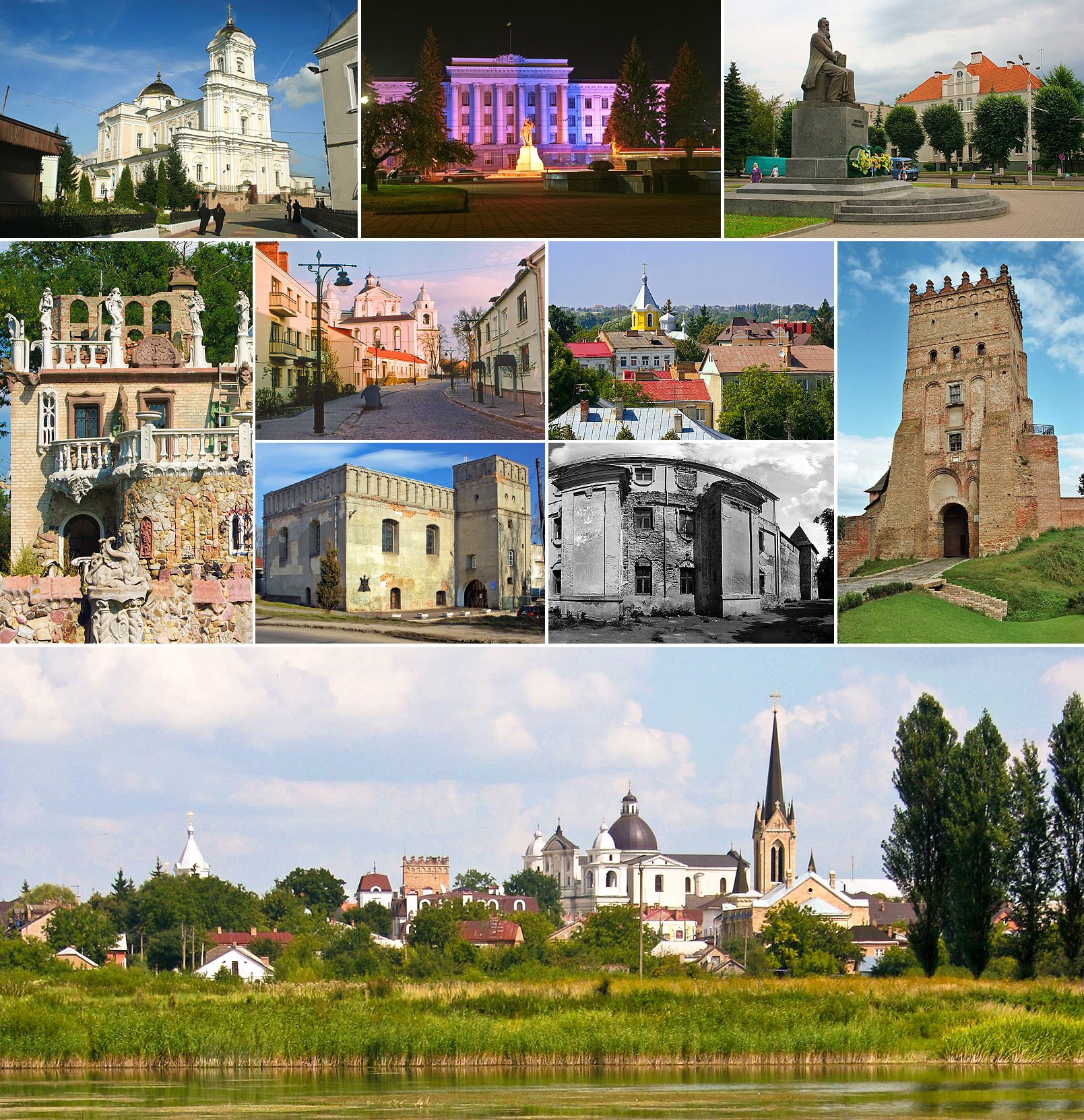
Виды Луцка

Первые улицы Луцка (укр. Луцьк) сформировались на рубеже XIII—XIV веков.
Современный Луцк насчитывает более 500 проспектов, площадей, набережных, улиц, переулков, проездов и шоссе.

## История улиц Луцка
Луцк (Луческ) возник на острове, образованном Стырём, его рукавом — Глушцом и непроходимыми болотами (50°44′19″ с. ш. 25°19′25″ в. д.), как естественный неприступный оборонный пункт посреди заселённой со времён неолита территории.
По исследованиям Б. В. Колоска, первоначально большая часть современного «старого города» была заболочена, и над ней возвышались несколько небольших островов.
Первоначальными естественными островами может считаться территория площадью около 7 га под Верхним и Окольным замками и примерно 1 га перед въездной башней Окольного замка (см. Луцкий замок).
От ближайшей суши — урочища Хмельник (район современных улиц Леси Украинки и Богдана Хмельницкого), холмы отделялись полосой непроходимых болот шириной в 300 м.
На главном острове было три холма разной площади и высоты.
Самый высокий, но размером около 1 га, на котором первоначально размещалось городище, потом был построен деревянный, затем каменный княжеский замок, а позже возведён Верхний замок.
Самый большой по площади — около 6 га, но ниже — Окольным замком.
На западе находился холм площадью менее 1 га, который в большие наводнения мог даже отделяться от основной части острова.
Луцкий замок — древнейшая упоминаемая в письменных источниках постройка города.
Польские летописи пишут о нём уже в XI веке.
В 1073 году замок выдержал шестимесячную осаду войск польского короля Болеслава II Смелого, взявшего в 1077 году Киев, по просьбе папы Римского Григория VII[уточнить].
Как следует из летописей, в 1149 году остров, на котором размещался «град» Луцк, соединялся с сушей длинной плотиной в районе будущего Братского моста (см. одноимённую площадь), который впервые упоминается в этом же году.
По этой плотине проходила единственная дорога, связующая укрепление с окрестностями.
Как раз на этой плотине произошло столкновение Андрея Боголюбского с защитниками города: «…бежащим же пешьцем к городу по гробли… а с города ако дождь каменье метаху нань».
По Василию Никитичу Татищеву, который пользовался многими сейчас потерянными историческими документами, Андрей гнал противника «через плотину до ворот, где копьё изломил».
Таким образом плотина должна была близко подходить к воротам замка.
Реконструкция первоначальной топографии местности и описание битвы позволяют достаточно точно определить расположение плотины.
Она соединяла наименьший западный холм острова с южным выступлением урочища Хмельник.
Сейчас на этом месте проходят отрезки улиц Драгоманова и Леси Украинки, которые соединялись тогда Братским мостом через Глушець.
В тех же источниках упоминается место захоронения коня Андрея Боголюбского, который погиб в этой схватке.
Он расположен к северу от острова, на территории бывшего Бернардинского монастыря на Романовой горе, ныне Свято-Троицкий собор в районе Театральной площади над Градным спуском.
На самом Градном холме (в районе нынешней Театральной площади), по некоторым данным, был образован могильный курган с захоронениями жертв осады Луцка войсками Андрея Боголюбского.
В начале XII века при Ярославе Изяславиче город стал центром Луцкого княжества.
В результате возросшего экономического и политического значения остров, на котором развивался город, был в значительной степени освоен.
Исследователи с уверенностью утверждают, что уже на тот момент в городе существовала как минимум одна улица, которая проходила от въездных ворот до крепости.
В 1255 году укреплённый Луцк успешно выдержал осаду Куремсы, племянника Батыя.
В 1261 году Бурундай, который cменил Куремсы, заставил русских князей разрушить свои укрепления: «Лев размета Данилов и Стожек оттоле же послав Лвов размета, а Василко послав Кремянечъ размета и Лоуческъ».
Таким образом известный сейчас Луцкий замок был построен через несколько десятилетий после того, как существовавшие ранее укрепления, разрушили по приказу татар.
В 1320 году Луцк был взят войсками великого князя литовского Гедимина.
Значительные изменения Луцк претерпел после 1340 года при князе Любарте Гедиминовиче, при котором город получает превосходство над Владимиром.
В это время деревянные укрепления замка постепенно заменялись кирпичными, происходило вытеснение торговцев и ремесленников на новые земли, а центральный детинец превращался в элитный район.
К концу XIV столетия Луцк стал выше Владимира и по торговле.
Широкое освоение всего острова и формирование на нём первых улиц, по всей видимости, состоялось при литовском князе Витовте в конце XIV века.
Тогда, вероятно, возникли три улицы — Большая, Рыночная и Троицкая, соединяя въезды в город.
Одновременно появились ещё несколько поперечных и продольных улиц.

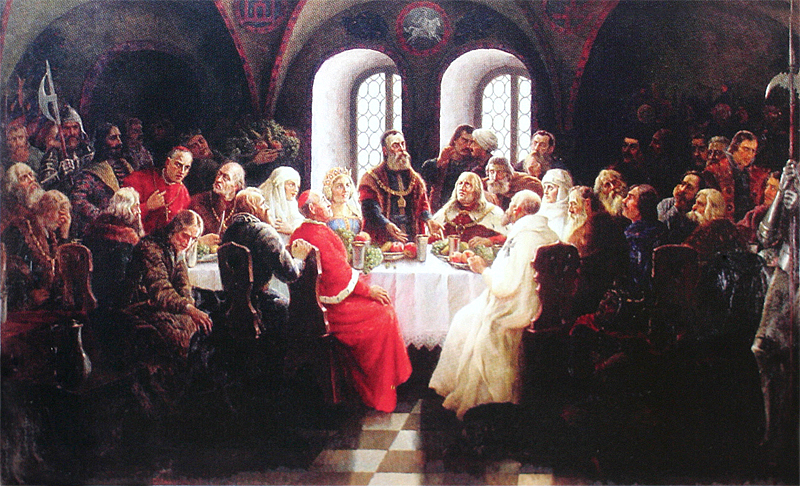
Съезд европейских монархов в Луцке в 1429 году

В 1429 году по инициативе Витовта в Луцке состоялся съезд европейских монархов.
Высокие гости размещались в специально приготовленных дворах и домах не только в Луцке, но и его окрестностях.
Дипломатические заседания проходили в княжеском дворце, который находился в Верхнем замке Луцка.
В 1432 году Луцк получил Магдебургское право, став важным политическим, экономическим и культурным центром.
В 1440 году Луцком овладел Свидригайло.
После его смерти с 1452 года Луцкая земля не имела своего удельного князя.
Древний Луцк был преимущественно деревянным, поэтому часто сгорал дотла и полностью уничтожался во время набегов.
Однако направления и приблизительные расположения улиц в нём сохранялись веками.
Начиная с XV века у Луцка уже было два пригорода за пределами острова: на левом берегу — Предместье (с XIX века известно как Гнидава), а на правом, за Глушцом, — Заглушечье.
Первые название улиц Старого города известны нам по люстрациям (описаниям ревизий XVI—XVIII веков).
Чаще всего это описательные названия — Широкая, Поперечная; или образованные от расположенных на них объектах — Троицкая (от одноимённой церкви), Рыночная; или от национальности проживающих на них жителей — Армянская, Караимская.
Постепенно Луцк расширялся на холмах правобережья, протянувшись далеко на восток вдоль речной долины.
В это время общественный центр переместился в Заглушечье к торговой площади у въездной башни на Глушецком мосту.
C площади от города отходили четыре дороги.
Две из них шли вдоль Глушца и Жидувки, третья вела до Пречистенского монастыря на Святой горе[уточнить], а четвёртая — к водяной мельнице на Стыре.
Застройка велась вдоль этих дорог, которые постепенно стали улицами.
Расширение шло до тех пор, пока не наткнулось на природное препятствие — Крещатые овраги, вдоль которых возникло северное укрепление города.
В настоящее время в этом месте проходит улица Кривой Вал.
Через башни этого укрепления, проходили дороги в северном и восточном направлениях, которые стали называться в честь населённых пунктов, в направлении которых вели эти дороги: Олыцкая (см. Олыка), Дубненская (см. Дубно) и т. д.
Причём эти названия переходили и на смежные улицы.
Так название Олыцкая в разное время носили три разные улицы, а Дубенская (укр. Дубенська) — четыре.
В конце XV века Луцк считался одним из лучших городов края.
В 1569 году, по Люблинской унии Волынское воеводство переходит от Литвы к Польскому королевству.
В это время начинается широкое строительство кирпичных костёлов и монастырей.
От расположенных на них монастырей появляются новые названия улиц: Доминиканска, Тринитариивская, Бонифратская.
В XVI веке у Луцка существовали следующие предместья: Хмельник (район современных улиц Леси Украинки и Богдана Хмельницкого), Юриздик (в районе Кривого Вала и Леси Украинки), Воличка (Вулька) за Глушцом и Воличка Подлуцкого (в районе современного проспекта Воли) и Яровицу (соответствует современной одноимённой улице).

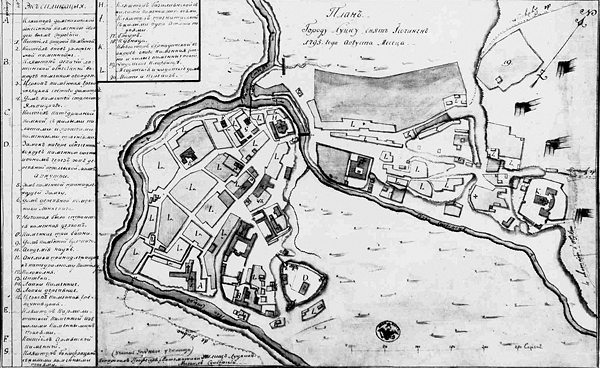
Вероятно первая карта Луцка 1795 года

Со второй половины XVI века благосостояние города стало падать.
Если ещё около 1569 года в Луцком повете насчиталось 226 панов и дворян, то во время присоединения его к России в 1795 году в нём было только 50 мещанских домов; остальные принадлежали евреям и караимам.
Вероятно первая карта Луцка датируется 1795 годом.
На ней видна надпись"копировалъ Професоръ Математики Училищъ Луцкихъ Михаилъ Сциборскій" с предположительно «французского оригинала по заказу местной власти».

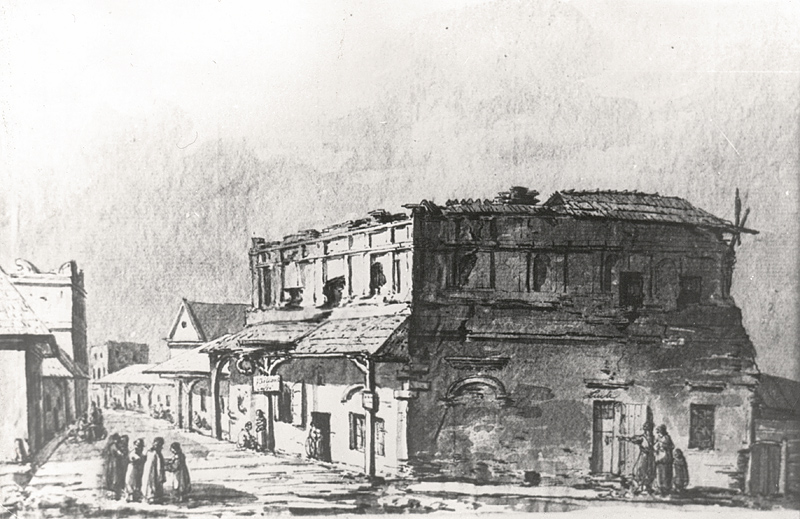
Улица Рыночная в 1797 году. Рисунок Казимира Войняковского.

Заметный выход города за исторические части Старого та Нового города, произошёл лишь в XVIII веке, когда после третьего раздела Польши Волынь вошла в Российскую империю.
Первым шагом к территориальному расширению стало строительство казарм для одного из конных полков Литовского корпуса на северной окраине, возле разветвления почтовых трактов на Ковель и Дубно (теперь улица Винниченка и проспект Воли).
Перед казармами было устроено Марсово поле (сейчас — Театральная площадь).
Вскоре Марсово поле было преобразовано в Парадную площадь и она начала обрастать улицами.

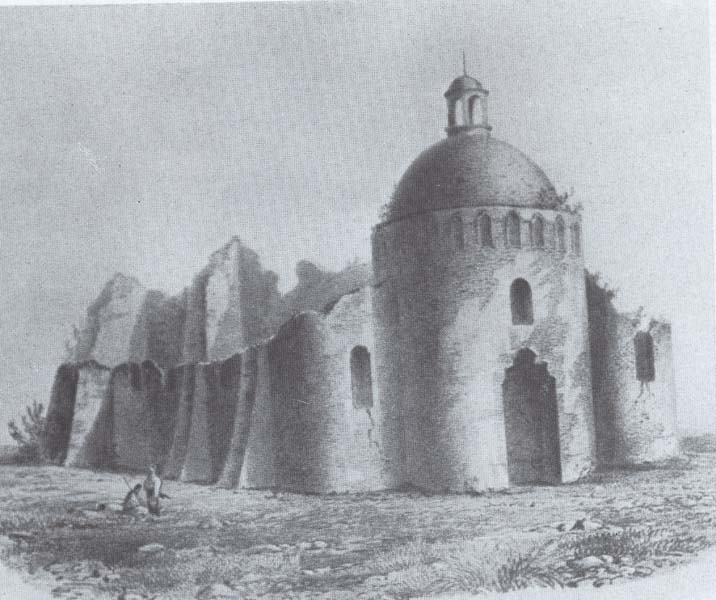
Разрушенная церковь Луцкого братства, XIX в.

В XIX веке северная граница города вначале передвинулась на Парадную площадь, потом до Сапалаевка (укр. Сапалаївка).
Площадь центральной части города, обрамляемой Стыром, Глушцом и болотами, составляла 31 га.
В 1830 году к городу присоединены земли сёл Воличка (Вульки) за Глушцом и Воличка Подлуцкого.
В 1832 году в Луцке была открыта гимназия.
В соответствии с планом 1837 года границы Луцка проходили по Сапалаевке на севере и по современной улице Шопена на востоке.
В 1838 году Луцк официально имел 17 улиц и 4 площади.
Причём две улицы и две площади были мощёные деревом.
В связи со строительством шоссе Брест-Киев, в Луцке появилась первая мощёная брусчаткой улица — Шоссейная (ныне Леси Украинки и начало Ковельской).

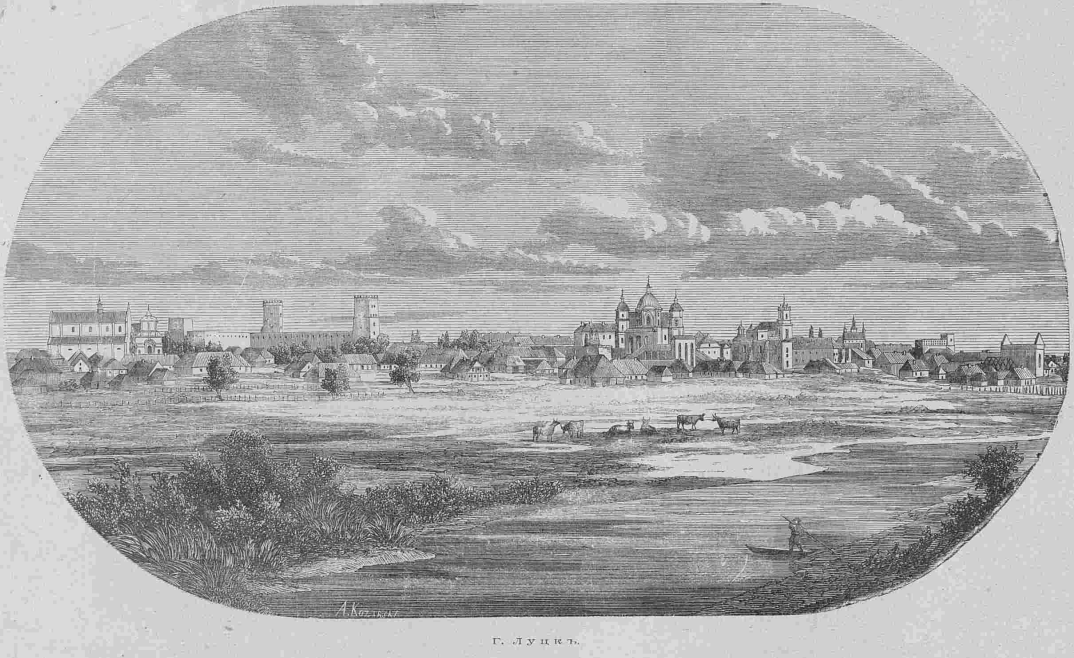
Луцк во второй половине XIX века.

В 1864 году в Луцке насчитывалось лишь 37 кирпичных домов.
Остальные 419 были деревянными.
В городе существовали лишь две мощёные улицы.

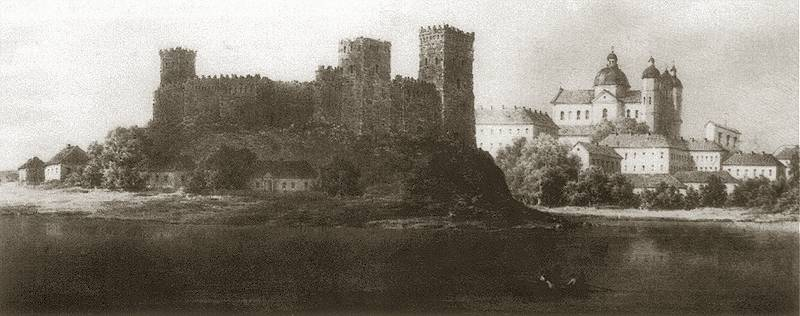
Вид на замок Любарта и кафедральный костёл с речки Глушец (рис. Наполеона Орды; 1862—1876)

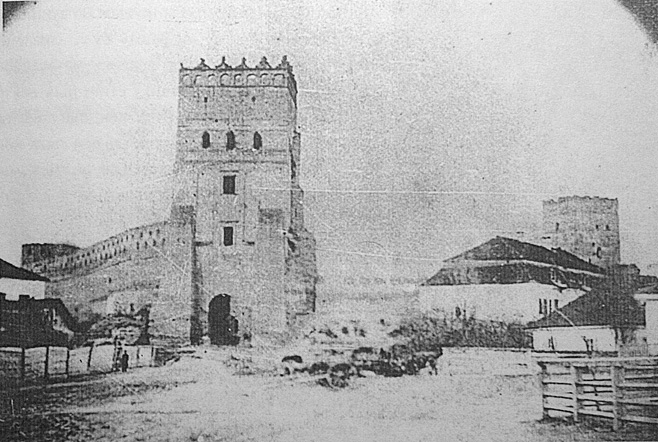
Вероятно первая фотография Луцка 1866 года (Луцкий замок).

27 мая 1869 года Александр III утвердил первый генеральный план Луцка.
Этому предшествовало снятие детального плана города в натуре в 1862 году, и последующее составление плана развития 1865 года, который и был утверждён в качестве генплана через четыре года.
В 1870 году создан план нового городского квартала Волички (Вульки), что должен был включить земли двух сёл — Волички Подлуцкой и Волички над Глушцом.
Основной улицей квартала стала бывшая Ровенско-Дубенская дорога (нынешний проспект Воли).
На ней поперечными улицами формировались границы строительства.
Первоначально это была улица Бульварная (теперь Сенатора), потом Новобульварная (Чехова) и Валовая.
Последней восточной границей перед селом Дворец стала Рогатка около улицы Байрак, которая спускалась к Сапалаевке.

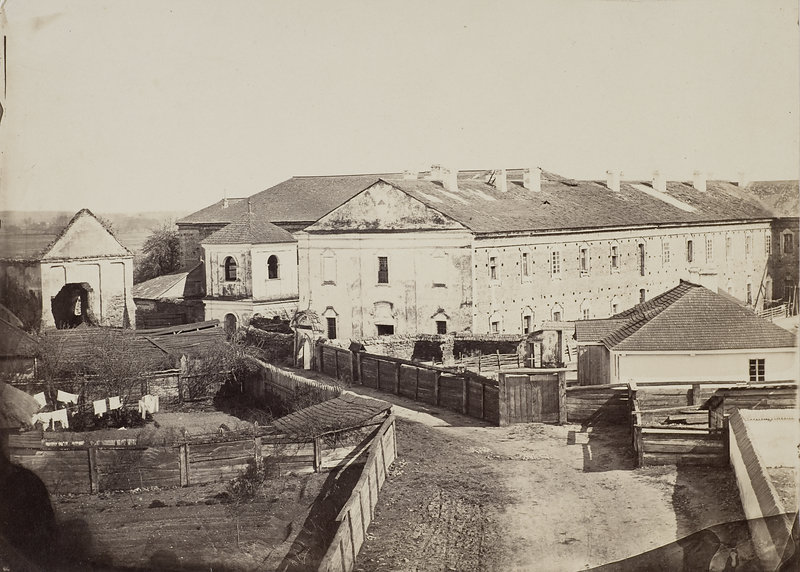
Улицы у Монастыря бригидок в Луцке в 1880-х

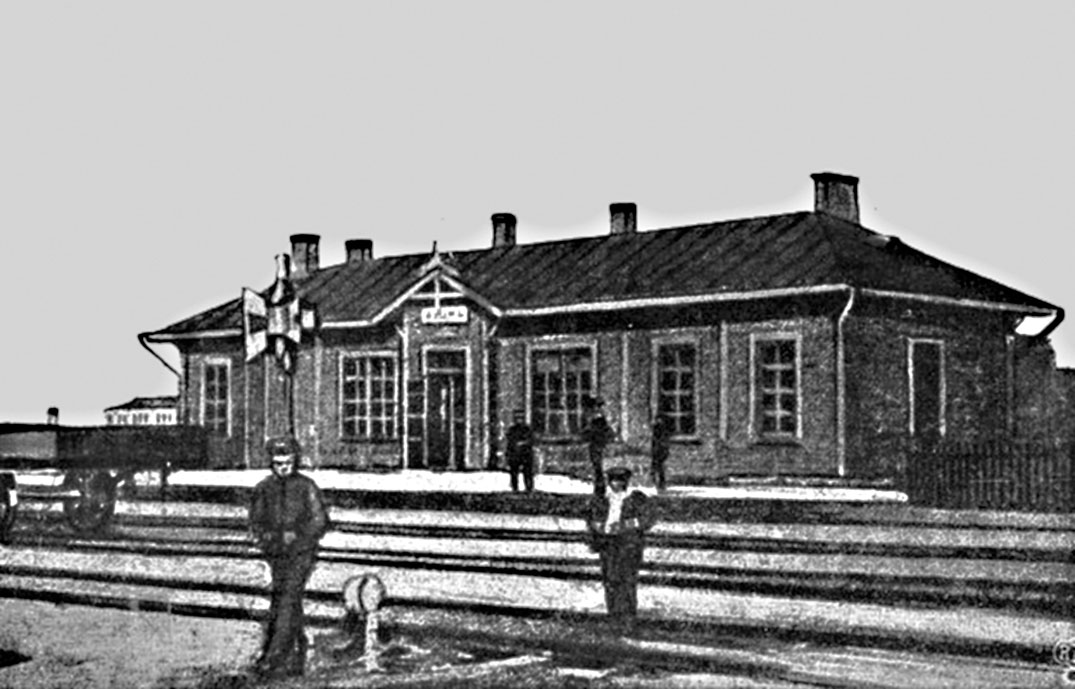
Железнодорожная станция в Луцке XIX век

10 сентября 1890 года в Луцке открыта станция «Луцк-Город», на построенной по приказу Александра III железной дороге от Киверцев до Луцка.
Долгое время станция являлась тупиковой.
В конце XIX начале XX веков Луцк стремительно расширялся.
Если в 1895 году в городе было всего 25 улиц и площадей, то в 1903 году их стало уже 35.
Численность населения Луцка в 1897 году составляла около 16 тыс. человек.
в начале XX века в городе зарегистрировали 389 каменных жилых зданий и 1187 деревянных.
Сохранился документ городской управы о том, что в 1905 году кроме Шоссейной (Леси Украинки), удалось замостить улицы Доминиканскую (Кафедральную), Кредитную, Школьную, Тринитарский (Сенаторки Левчановской) и часть Набережной.
Причём, из-за нехватки бюджетных средств 40 % стоимости работ по мощения платили местные жители.
После присоединения в 1910 году соседних сёл Гнидава, Омельянык и Дворец, число улиц почти удваивается.

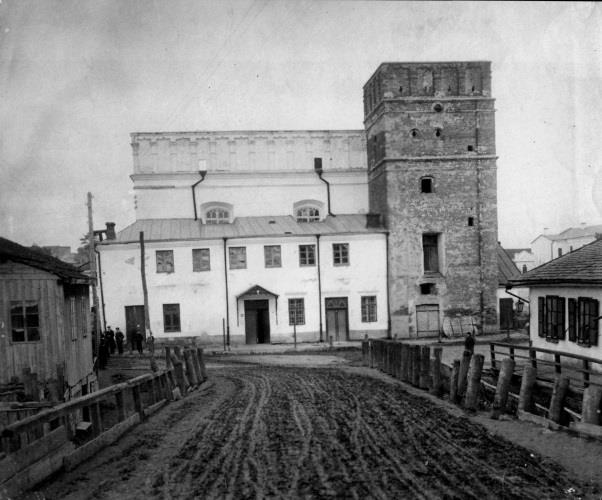
Дорога на Большую Синагогу в Луцке, 1912 год

В 1912 год специальная комиссия городской думы, созданная по случаю празднования 300-летия дома Романовых переименовала четыре улицы в честь императоров Николая II, Александра I и членов их семей.
Считается, что это первые антропонимы на карте города.

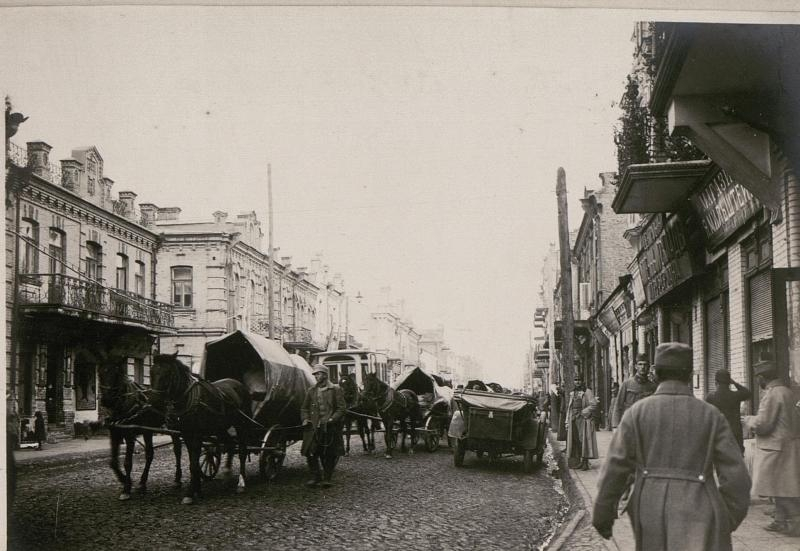
Улица в Луцке в начале XX века

Ещё в 1909 году улицы освещались нефтяными фонарями, на которых краской наносились названия улиц, а на домах — фамилии владельцев.
На планах города в это время обозначался не номер дома на улице, а порядковый номер земельного участка.
Однако, из-за расширения и усложнения города начался постепенный переход к нумерации домов на улицах.
В июне 1914 года городская дума создала специальную комиссию для проверки нумерации домов и упорядочиванию названий улиц.

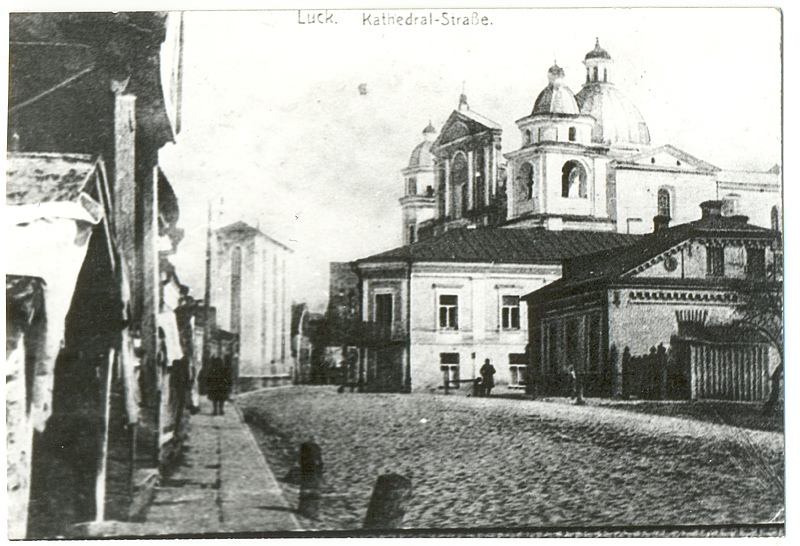
Кафедральная улица в 1915—1916 годах

Первая мировая война приостановила процедуру упорядочивания улиц.
Однако в этом время в границах города появляются два аэродрома, расширяются казармы, появляется «Братское кладбище, для тех, кто погибли на поле брани или умерли от ран».
Частая смена власти отразилась на стенах домов в смене вывесок на улицах.
Русские делали их чёрным с белыми буквами, австрийцы сделали буквы оранжевыми, поляки изменили фон на красный, а буквы вновь сделали белыми.
В короткий период украинской власти буквы были жёлтыми на синем фоне.
Летом 1916 года комиссия по упорядочиванию улиц возобновила работу.
Она переименовала три улицы в честь генералов Брусилова, Каледина и Деникина, которые руководили операцией Юго-Западного фронта при взятии города у австрийцев.
Во время Украинской державы гетмана Скоропадского и Директории Украинской Народной Республики (УНР) комиссия добавила ещё два антропонима в честь Владимира Короленко и Тараса Шевченка, а также переименовала несколько улиц.
Первая систем названий луцких улиц была русской.
Большинство названий было образовано от объектов, характера заселения: Гусарская, Мещанская, Адвокатская.
Ряд названий было образовано от описания улиц: Тихая, Грустная, Красивая.
Восемь процентов составляли антропонимы.
Однако последних стало в три раза больше в межвоенное время, когда по Рижскому мирному договору 1921 года Западная Волынь вошла в состав Польской Республики.

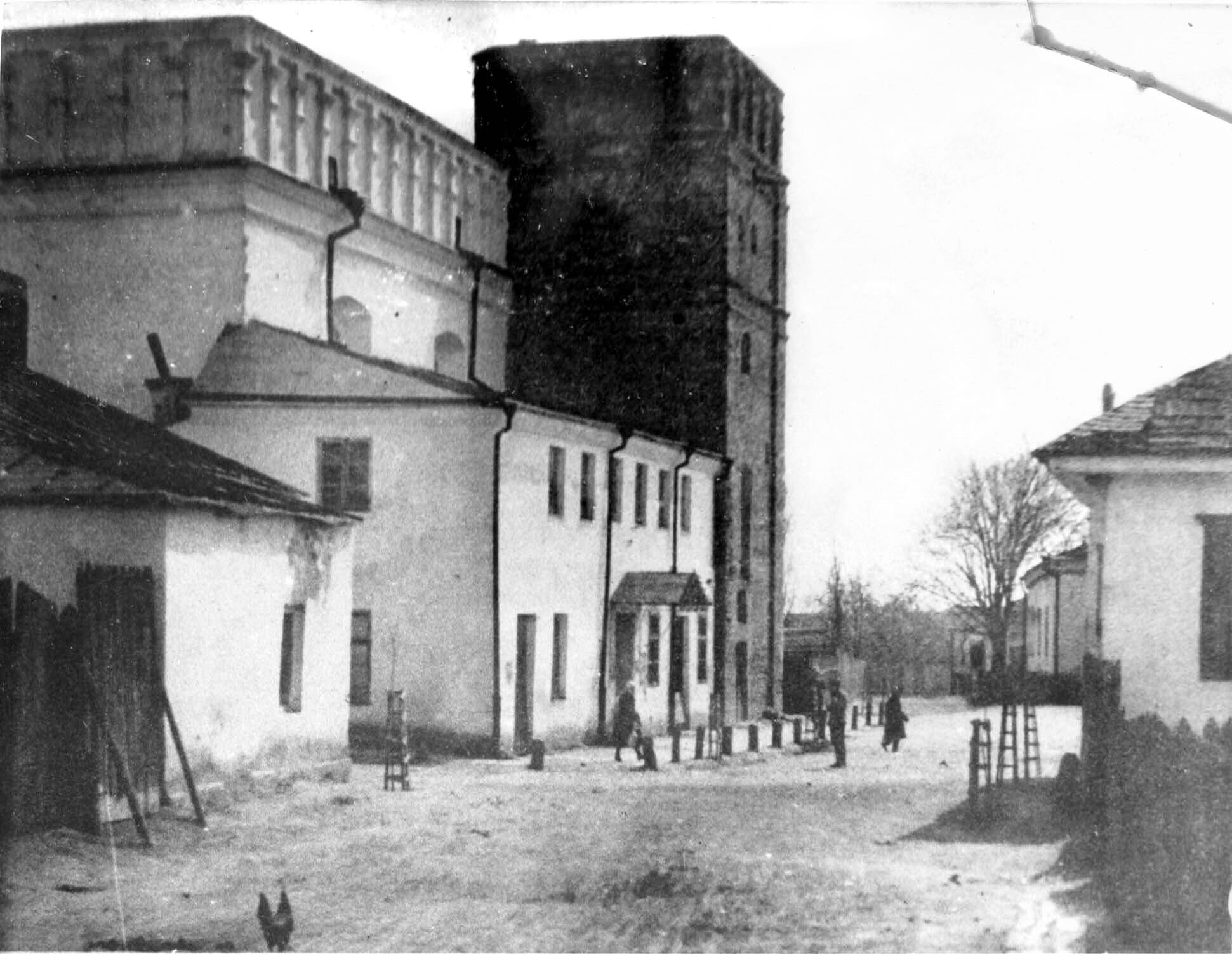
Улица вдоль Большой Синагоги в Луцке в 1921 году

Луцк стал центром Волынского воеводства.
«Столичный» статус привёл к значительной застройке Старого города и Среднеместья за счёт боковых улиц и переулков, появлялись новые кварталы, к городу присоединялись новые сёла — Яровицы и Красное.
На свободных землях появились новые поселения, называемые колониями: офицерская, урядническая, инвалидская, подхорунжих.

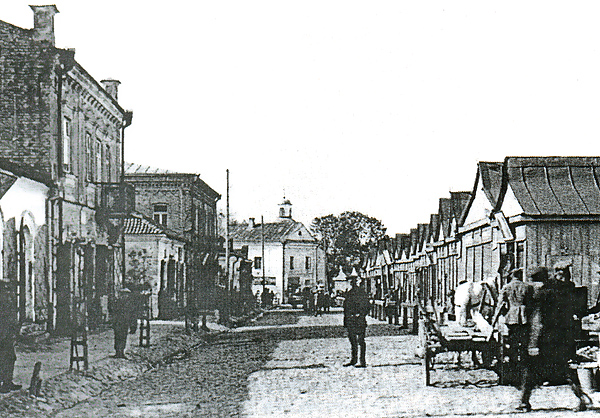
Торговые ряды на улице Даниила Галицкого в 1925 году

После образования воеводства город сразу отстраивается после серьёзных военных разрушений.
Возводится много новых зданий для новообразованных воеводских и городских учреждений.
Построенные в то время здания в основном в стиле популярного в то время конструктивизма и сегодня являются заметными в образе города. (школа № 1, Национальный банк, почтамт, городской совет (бывший почтамт), дирекция «Укртелекома», Волынский краеведческий музей (быв. Земельное управления), дом офицеров (быв. Земельный банк), старый корпус университета (быв. гимназия), здание СБУ (быв. пол. Polska Macierz Szkolna). Строятся целые жилые районы для офицеров (между проспектом Победы и улицей 8 Марта) и госслужащих (между ул. Шопена и Ярощука). К этому периоду относится также большая часть застройки улиц Кривой Вал, Винниченко, Сенаторки Левчанивской, Бандеры, Ярощука, Шопена. В городе открываются польские и европейские банки, многочисленные торговые фирмы, театр, кинотеатры, школы и гимназии, медицинские учреждение, стадион, аэродром. Основывается краеведческий музей.
Уже в 1921 году появились новые названия улиц в честь польских королей, полководцев, учёных и поэтов.
Тогда
Тем не менее остались улицы Тараса Шевченко и ещё с десяток первоначальных названий.
Некоторые улицы переименовывались под польскую интерпретацию.
Например, Гусарская стала Уланской.
Кроме того, начали использоваться новые типы названий на воинскую тематику, от названий деревьев и цветов.
В 1928 году Луцк получает железнодорожное сообщение со Львовом, устанавливается регулярное пассажирское судоходство до Колок и Пинска и регулярное междугородное автобусное сообщение.
Расширения диапазона названий улиц и переулков города связано с резким увеличением их количества.
Если в 1925 году их было 101, то в 1931 — 247, в 1937 — 279, а в 1939 — уже 285.
Население города увеличилось с 30 тыс. сразу после войны, до 40 тыс. в 1937—1939 годах.

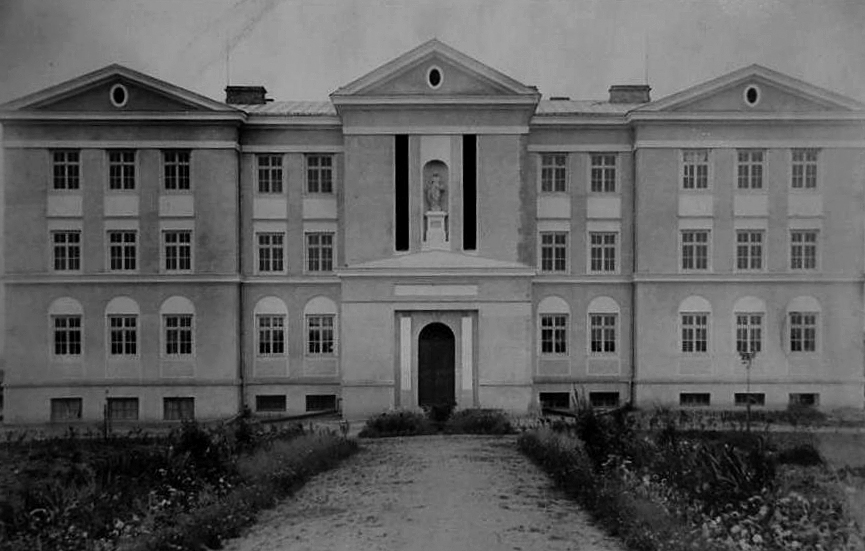
Луцкий учительский институт до 1939 года

В 1937 году был утверждён проект нового генерального плана Луцка.
Значительное внимание в нём уделялось внешнему виду улиц и использованию их природных особенностей.
Было запланировано обустройство нескольких внутренних и внешних магистралей.
Первый вариант магистрали Восток-Запад, который должен был соединить эти направления через пойму Стыра, был запланирован ещё в начале 1920-х годов.
Старая магистраль Брест-Киев, проходила через центр города.
Также было намечено два направления магистралей Север-Юг.
Западный вариант этой группы (теперь Набережная) должен был идти вдоль берега Старого города с выходом на Гнидавский гребень.
Это требовало устройства набережной — давней мечты нескольких поколений лучан.
Однако воплощению этих плавно помешала Вторая мировая война.
В сентябре 1939 года в ходе польского похода РККА Советский Союз присоединил Западную Волынь к Советской Украине.
Таблички на улицах вновь стали меняться.
Горкоммунхоз под руководством архитектора Рафаэля Разина составляет свой план магистралей, по которому запланирован объезд улицы 17 Сентября (проспект Воли) по продолженной через Сапалаевку к улице Коперника.
Весной 1941 года продолжены работы над ещё одни железнодорожным мостом через Стыр, а также начали собираться данные для создания нового генерального плана города.
Этим планам также не суждено было сбыться, так как город был оккупирован немцами.

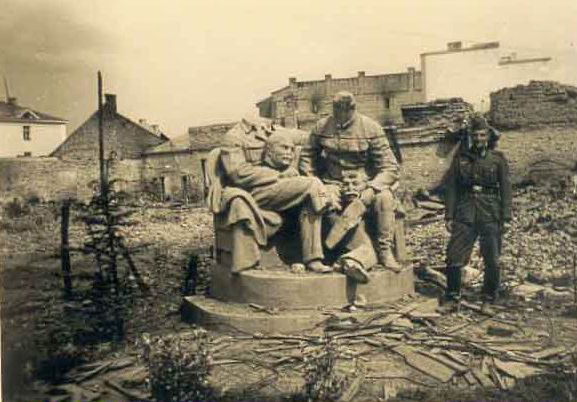
Разрушенный памятник Ленину и Сталину на будущей Театральной площади

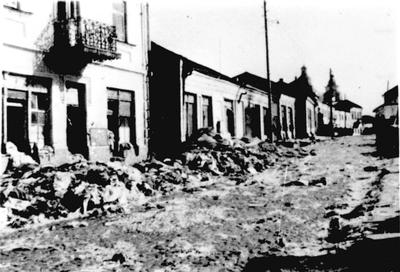
Гетто на улице Драгоманова в 1942 году

Во время немецкой оккупации, работниками городской управы под руководством инженера Ермолаева, в Луцке впервые была создана украинская система названий улиц.
Тогда появились улицы в честь Леси Украинка, Даниила Братковского, короля Данилы (Данилы Галицкого), Николая Святоши.

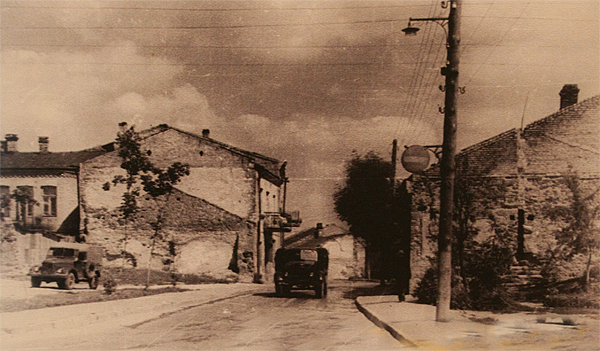
Улица Драгоманова в 1950-е

Возврат города частями Красной Армии привёл к уничтожению около 1 144 жилых домов (около трети города) и повреждению значительной части памятников архитектуры.
Застройка некоторых улиц, например, Леси Украинки, была повреждена на 50 %.
На участке от современного Театральной площади до улицы Шопена из 36 зданий уцелели только три.
Восстановление города привело к появлению новых типов улиц — промышленных с частичной жилищной застройкой.
Согласно генеральному плану восстановления и реконструкции Луцка протяжённость улиц города в 1952 году составляла 78 километров.
Послевоенное разрастание промышленности, строительство заводов и фабрик потребовало также увеличение жилищной застройки.
Генеральный план 1953 года решал эту задачу двумя путями: увеличением числа этажей в новых домах и застройкой Привокзального микрорайона на резервной территории старого аэропорта.
Тогда же — в 1953 году городской совет принял постановление «О замене названий улиц, которые не отвечают современности», по которому практически полностью перешли на антропонимный тип названий.
К уже существующим улицам в честь Ленина, Сталина, Маркса, Энгельса, а также других деятелей коммунистической партии и советского правительства, обязательных для каждого населённого пункта, добавились имена выдающихся людей, которые никак не были связаны с Луцком и Волынью.
В 1959 году население города составляло 57 тыс. человек.
Недостаток такого подхода ощутили уже в 1959 году, когда в состав Луцка были включены бывший районный центр Теремно, сёла Вышков, Гуща и Кичкарёвка.
В результате в городе появилось несколько улиц с одинаковыми названиями.
Это вынудило частично вернуться к другим типам названий.
В 1963 году станции железнодорожного вокзала Луцк-Город и расположенную рядом грузовую станцию Луцк-Восточный объединили под названием Луцк.
В 1973 году жилищная застройка города приблизилась к 42 миллионов квадратных метров на разной географической территории: север — холмисты, юг — равнинный, всё это прорезалось Стиром и её притоками с многочисленными поймами и прудами.
Эти природные условия подсказали названия для некоторых новых улиц: Запрудная, Надозёрная, Горишная, Левадная и Надречная.
К 1979 году численность населения города возросла до около 150 тыс. человек.
В первые годы независимости Украины некоторые заполитизированные названия были изменены, среди них «50 лет СССР» и «Октябрьской революции».
Так появились улицы Утрення, Калиновая и Фестивальная.
24 июня 2009 года, по итогам общественных слушаний, постановлением № 42/1 был принят действующий в настоящее время генеральный план города Луцка.
11 ноября 2011 года, Городской совет Луцка (укр. Луцька міська рада) переименовал 27 улиц, названия которых были связаны с советской эпохой; с 1 декабря 2012 года следующие улицы стали называться по-новому: улицу Бабушкина переименовали в улицу Госпитальную, улицу Горького — в улицу Пятницкая горка, улицу Доватора — в улицу Христианскую, улицу Кирова — в улицу Петра Болбочана, улицу Колхозную — в улицу Садовую, переулок Колхозный — в переулок Садовый, улицу Котовского — в улицу Холодноярскую, улицу Краснодонцев — в улицу Князей Острожских, улицу Куйбышева — в улицу Алексея Шума, улицу Невского — в улицу Сахарную (Цукрову), улицу Олега Кошевого — в улицу Балковскую, улицу Орджоникидзе — в улицу Митрополита Андрея Шептицкого, улицу Пролетарскую — в улицу Роговую, улицу Совхозную — в улицу Григория Гуляницкого, улицу Свердлова — в улицу Покальчуков, улицу Тухачевского — в улицу Андрея Марцинюка, улицу Тюленина — в улицу Петра Могилы, улицу Ульяны Громовой — в улицу Иосафата Кунцевича, улицу Фрунзе — в улицу Степана Кривенького, улицу Щорса — в улицу Александра Богачука, улицу Чкалова — в улицу Ивана Кожедуба, улицу Баумана — в улицу Петра Маха, улицу Пархоменко — в улицу Яблочная (Яблоневую, Яблуневу), улицу Лазо — в улицу Георгия Гонгадзе, улицу Радищева — в улицу Серебряная (Срибная), улицу Земнухова — в улицу Князей Ружинских, улицу Бринского — в улицу Архитектора Метельницкого.

## Список улиц Луцка
| Фотография | Название                      | Оригинальное название               | Возникла             | Прежние названия (годы) | Район (условно) | Примечания             |
| ---------- | ----------------------------- | ----------------------------------- | -------------------- | --- | --------------- | ---------------------- |
| (все фото) | 1-й Збаражский переулок       | укр. 1-й Збаразький провулок        |                      | |                 |                        |
| (все фото) | 1-й Малоомельяновский         | укр. 1-й Малоомелянівський провулок |                      | |                 |                        |
| (все фото) | 1-й Степной переулок          | укр. 1-й Степовий провулок          |                      | |                 |                        |
| (все фото) | 1-й Трутовского переулок      | укр. 1-й провулок Трутовського      |                      | |                 |                        |
| (все фото) | 2-й Збаражский переулок       | укр. 2-й Збаразький провулок        |                      | |                 |                        |
| (все фото) | 2-й Малоомельяновский         | укр. 2-й Малоомелянівський провулок |                      | |                 |                        |
| (все фото) | 2-й Степной переулок          | укр. 2-й Степовий провулок          |                      | |                 |                        |
| (все фото) | 2-й Трутовского переулок      | укр. 2-й провулок Трутовського      |                      | |                 |                        |
| (все фото) | 3-й Малоомельяновский         | укр. 3-й Малоомелянівський провулок |                      | |                 |                        |
| (все фото) | 3-й Степной переулок          | укр. 3-й Степовий провулок          |                      | |                 |                        |
| (все фото) | 3-й Трутовского переулок      | укр. 3-й провулок Трутовського      |                      | |                 |                        |
| (все фото) | 4-й Малоомельяновский         | укр. 4-й Малоомелянівський провулок |                      | |                 |                        |
| (все фото) | 4-й Степной переулок          | укр. 4-й Степовий провулок          |                      | |                 |                        |
| (все фото) | 5-й Малоомельяновский         | укр. 5-й Малоомелянівський провулок |                      | |                 |                        |
| (все фото) | 6-й Малоомельяновский         | укр. 6-й Малоомелянівський провулок |                      | |                 |                        |
| (все фото) | 7-й Малоомельяновский         | укр. 7-й Малоомелянівський провулок |                      | |                 |                        |
| (все фото) | 8-го Марта                    | укр. 8-го Березня                   |                      | - 8-го Марта (см. Международный женский день). |                 |                        |
| (все фото) | 8-й Малоомельяновский         | укр. 8-й Малоомелянівський провулок |                      | |                 |                        |
| (все фото) | Авиаторов                     | укр. Авіаторів                      |                      | |                 |                        |
| (все фото) | Агафангела Крымского          | укр. Агатангела Кримського          |                      | - Агафангела Крымского (см. Агафангел Крымский). |                 |                        |
| (все фото) | Агрономическая                | укр. Агрономічна                    |                      | |                 |                        |
| (все фото) | Айвазовского                  | укр. Айвазовського                  |                      | - Айвазовського (см. Иван Айвазовский). |                 |                        |
| (все фото) | Андрузского                   | укр. Андрузького                    |                      | - Андрузького (см. Георгий Андрузский). |                 |                        |
| (все фото) | Арцеулова                     | укр. Арцеулова                      |                      | |                 |                        |
| (все фото) | Баженова                      | укр. Баженова                       |                      | |                 |                        |
| (все фото) | Базарная                      | укр. Базарна                        |                      | |                 |                        |
| (все фото) | Балакирева                    | укр. Балакірєва                     |                      | - Балакирева (см. Милий Балакирев). |                 |                        |
| (все фото) | Балтийская                    | укр. Балтійська                     |                      | |                 |                        |
| (все фото) | Степана Бандеры               | укр. Степана Бандери                | 1920-е годы.         | - Банковая (см. банк; с 1920-х годов). - Крашевського (см. Юзеф Крашевский). - Александр Суворова (с 1939; см. Александр Суворов). - Ночная (во время Великой Отечественной войны). - Александр Суворова (с 1944). - Степана Бандеры (с 2008; см. Степан Бандера). |                 |                        |
| (все фото) | Улица Баранова                | укр. Баранова                       |                      | |                 |                        |
| (все фото) | Баранова переулок             | укр. Баранова провулок              |                      | |                 |                        |
| (все фото) | Петра Маха                    | укр. Петра Маха                     |                      | - Баумана (см. Николай Бауман; до 1 декабря 2012 года). - Петра Маха (см. Пётр Мах; с 1 декабря 2012 года) |                 |                        |
| (все фото) | Безымянная                    | укр. Безіменна                      |                      | |                 |                        |
| (все фото) | Бенделиани                    | укр. Бенделіані                     |                      | - Бенделиани (см. Чичико Бенделиани). |                 |                        |
| (все фото) | Берёзовая                     | укр. Березова                       |                      | |                 |                        |
| (все фото) | Берестечковская               | укр. Берестечківська                |                      | - Берестечковская (см. Берестечко). |                 |                        |
| (все фото) | Берестова                     | укр. Берестова                      |                      | |                 |                        |
| (все фото) | Басараб Ольги                 | укр. Басараб Ольги                  |                      | - Басараб Ольги (см. Ольга Басараб). |                 |                        |
| (все фото) | Белинского                    | укр. Бєлінського                    |                      | - Белинского (см. Виссарион Белинский). |                 |                        |
| (все фото) | Боковая                       | укр. Бічна                          |                      | |                 |                        |
| (все фото) | Богдана Хмельницкого          | укр. Богдана Хмельницького          |                      | - Старовладимирская (укр. Староволодимирська; от Владимир-Волынский). - Романовская (1913—1920; см. Романовы). - Генрика Сенкевича (1920—1941; см. Генрик Сенкевич). - Леси Украинки (1941—1958; см. Леся Украинка). - Богдана Хмельницкого (с 1958 года; см. Богдан Хмельницкий). |                 |                        |
| (все фото) | Богомольца                    | укр. Богомольця                     |                      | |                 |                        |
| (все фото) | Боженка                       | укр. Боженка                        |                      | |                 |                        |
| (все фото) | Бойко                         | укр. Бойка                          |                      | |                 |                        |
| (все фото) | Боровиковского                | укр. Боровиковського                |                      | - Боровиковского (см. Владимир Боровиковский). |                 |                        |
| (все фото) | Бородина                      | укр. Бородіна                       |                      | - Бородина (см. Александр Бородин). |                 |                        |
| (все фото) | Боткина                       | укр. Боткіна                        |                      | - Боткина (см. Сергей Боткин). |                 |                        |
| (все фото) | Братковского                  | укр. Братковського                  | 1700-е годы          | - Кредитная (до 1920). - Королевы Ядвиги (1920-; см. Королева Польши Ядвига). - Ивана Франка (см. Иван Франко). - Маяковского (в Советское время; см. Владимир Маяковский). - Даниила Братковского (с. 1990-х годов; см. Даниил Братковский). | Старый Луцк     |                        |
| (все фото) | Братский мост, площадь        | укр. Братський міст, майдан         | 1149 год             | - Глушецкий, Базилианский, Братский мост, Мост Казимира Великого (см. Братский мост). - Улица Братский Мост (XIX век; см. Архитектурный комплекс Луцкого Кресто-Воздвиженского братства). - Базилианская площадь (с 1920 года; см. Базилианский орден). - Площадь Шолом-Алейхема (с 1939 года; см. Шолом-Алейхем). - Площадь Братский Мост (с 1941 года). - Площадь Леси Украинки (с 1965 года; см. Леся Украинка). - Площадь Воссоединения (с 1966 года; см. Воссоединение Украины с Россией). - Площадь Объединения (с 1990 года; см. Акт объединения УНР и ЗУНР). - Площадь Братский мост (канун XXI века; см. Луцкое Кресто-Воздвиженское братство). | Старый Луцк     |                        |
| (все фото) | Брестская                     | укр. Брестська                      |                      | - Брестская (см. Брест). |                 |                        |
| (все фото) | Архитектора Метельницкого     | укр. Бринського                     |                      | - Бринского (см. Антон Бринский; до 1 декабря 2012 года). - Архитектора Метельницкого (см. Ростислав Метельницкий (укр. Ростислав Метельницький); с 1 декабря 2012 года). |                 |                        |
| (все фото) | Брюллова                      | укр. Брюллова                       |                      | - Брюллова (см. Карл Брюллов). |                 |                        |
| (все фото) | Бурчака Нестора               | укр. Бурчака Нестора                |                      | - Бурчака Нестора (см. Нестор Бурчак (укр. Нестор Бурчак)). |                 |                        |
| (все фото) | Вавилова                      | укр. Вавілова                       |                      | - Вавилова (см. Николай Вавилов). |                 |                        |
| (все фото) | Ванды Василевской             | укр. Ванди Василевської             |                      | - Ванды Василевской (см. Ванда Василевская). |                 |                        |
| (все фото) | Василия Стуса                 | укр. Василя Стуса                   |                      | - Василия Стуса (см. Василий Стус). |                 |                        |
| (все фото) | Ватутина                      | укр. Ватутіна                       |                      | - Ватутина (см. Николай Ватутин). |                 |                        |
| (все фото) | Вахтангова                    | укр. Вахтангова                     |                      | - Вахтангова (см. Евгений Вахтангов). |                 |                        |
| (все фото) | Ивовая                        | укр. Вербова                        |                      | |                 |                        |
| (все фото) | Вересая                       | укр. Вересая                        |                      | - Вересая (см. Остап Вересай). |                 |                        |
| (все фото) | Сентябрьская                  | укр. Вереснева                      |                      | - Сентябрьская (см. сентябрь). |                 |                        |
| (все фото) | Верещагина                    | укр. Верещагіна                     |                      | - Верещагина (см. Василий Верещагин). |                 |                        |
| (все фото) | Вериковского                  | укр. Вериківського                  |                      | - Вериковского (см. Михаил Вериковский). |                 |                        |
| (все фото) | Весёлая                       | укр. Весела                         |                      | |                 |                        |
| (все фото) | Весенняя                      | укр. Весняна                        |                      | - Весенняя (см. весна). |                 |                        |
| (все фото) | Ветеранов                     | укр. Ветеранів                      |                      | |                 |                        |
| (все фото) | Выговского                    | укр. Виговського                    |                      | - Выговского (см. Иван Выговский). |                 |                        |
| (все фото) | Винниченка                    | укр. Винниченка                     | 1750-1800 годы.      | - Ковельская (от Ковель). - Староковельская. - Ягеллонская (с 1920; от Ягеллоны). - Юзефа Пилсудского (см. Юзеф Пилсудский). - Красноармейская (с 1940). - Северная. - Часть Советской. - Винниченко (см. Владимир Винниченко). |                 |                        |
| (все фото) | Вишенского                    | укр. Вишенського                    |                      | - Вишенского (см. Иоанн Вишенский). |                 |                        |
| (все фото) | Вышковская                    | укр. Вишківська                     |                      | |                 |                        |
| (все фото) | Вышковский переулок           | укр. Вишківський провулок           |                      | |                 |                        |
| (все фото) | Вишнёвая                      | укр. Вишнева                        |                      | - Вишнёвая (см. Вишня). |                 |                        |
| (все фото) | Вишнивецкая                   | укр. Вишнівецька                    |                      | |                 |                        |
| (все фото) | Ольховая                      | укр. Вільхова                       |                      | - Ольховая (см. ольха). |                 |                        |
| (все фото) | Уильямс                       | укр. Вільямса                       |                      | |                 |                        |
| (все фото) | Витковского                   | укр. Вітковського                   |                      | |                 |                        |
| (все фото) | ВНУ площадь                   | укр. ВНУ, майдан                    |                      | |                 | Неофициальная площадь. |
| (все фото) | Возрождения проспект          | укр. Відродження проспект           |                      | |                 |                        |
| (все фото) | Воинов Интернационалистов     | укр. Воїнів Інтернаціоналістів      |                      | - Воинов Интернационалистов (см. Воины-интернационалисты). |                 |                        |
| (все фото) | Волгоградская                 | укр. Волгоградська                  |                      | - Волоградская (см. Волгоград). |                 |                        |
| (все фото) | Волынская                     | укр. Волинська                      |                      | - Волынская (см. Волынь). |                 |                        |
| (все фото) | Воли проспект                 | укр. Волі проспект                  | 1700-е годы.         | - Ровенско-Дубенская дорога (c 1870 года; от Ровно и Дубно). - Ровенская дорога/улица (от Ровно). - Киевская улица (1915—1916; часть у Киевской площади; от Киев). - Аллея Болеслава Храброго (см. Болеслав I Храбрый). - Улица 17 сентября. - Проспект Ленина (1967—1991: см. Владимир Ленин). - Проспект Воли (с 1991; от укр. Волі — рус. Свободы. |                 |                        |
| (все фото) | Володарского                  | укр. Володарського                  |                      | |                 |                        |
| (все фото) | Владимирская                  | укр. Володимирська                  |                      | - Владимирская (см. Владимир-Волынский). |                 |                        |
| (все фото) | Воровского                    | укр. Воровського                    |                      | - Воровского (см. Вацлав Воровский). |                 |                        |
| (все фото) | Воронихина                    | укр. Вороніхіна                     |                      | - Воронихина (см. Андрей Воронихин). |                 |                        |
| (все фото) | Гаврилюка                     | укр. Гаврилюка                      |                      | |                 |                        |
| (все фото) | Гайдамакская                  | укр. Гайдамацька                    |                      | - Гайдамакская (см. Гайдамаки). |                 |                        |
| (все фото) | Галшки Гулевичивны            | укр. Галшки Гулевичівни             | 1300-е года.         | - «Армянский квартал». - Армянская (до 1916). - Хлебная (1916—1941?; см. хлеб). - Армянская (1941?-1958; см. армяне). - Мачтета (1958—1959; см. Григорий Мачтет). - Паши Савельевой (1959—2007; см. Паша Савельева). - Галшки Гулевичивны (с 2007 года; см. Галшка Гулевичевна). | Старый Луцк     |                        |
| (все фото) | Гастелло                      | укр. Гастелло                       |                      | - Гастелло (см. Николай Гастелло). |                 |                        |
| (все фото) | Генерала Шухевича             | укр. Генерала Шухевича              |                      | - Кузнецова. - Генерала Шухевича (с 2007 года; см. Роман Шухевич). |                 |                        |
| (все фото) | Героев Майдана площадь        | укр. Героїв Майдану площа           | 2014 год, 26 февраля | - Героев Майдана (см. Евромайдан и Небесная сотня). |                 |                        |
| (все фото) | Героев УПА                    | укр. Героїв УПА                     |                      | - Героев УПА (см. Украинская повстанческая армия). |                 |                        |
| (все фото) | Гетмана Дорошенко             | укр. Гетьмана Дорошенка             |                      | |                 |                        |
| (все фото) | Гетмана Мазепы                | укр. Гетьмана Мазепи                |                      | - Гетмана Мазепы (см. Иван Мазепа). |                 |                        |
| (все фото) | Гетмана Сагайдачного          | укр. Гетьмана Сагайдачного          |                      | - Гетмана Сагайдачного (см. Пётр Сагайдачный). |                 |                        |
| (все фото) | Горная                        | укр. Гірна                          |                      | |                 |                        |
| (все фото) | Глубокая                      | укр. Глибока                        |                      | |                 |                        |
| (все фото) | Глебова                       | укр. Глібова                        |                      | |                 |                        |
| (все фото) | Глиэра                        | укр. Глієра                         |                      | - Глиэра (см. Рейнгольд Глиэр). |                 |                        |
| (все фото) | Глинки                        | укр. Глінки                         |                      | - Глинки (см. Михаил Глинка). |                 |                        |
| (все фото) | Глушец                        | укр. Глушець                        | 1900-е годы.         | - Русло реки Глушец. - Глушецкая. - Инженерная (с 1921). |                 |                        |
| (все фото) | Гнатюка                       | укр. Гнатюка                        |                      | |                 |                        |
| (все фото) | Гнидавская                    | укр. Гнідавська                     |                      | |                 |                        |
| (все фото) | Гнидавский переулок           | укр. Гнідавський провулок           |                      | |                 |                        |
| (все фото) | Говорова                      | укр. Говорова                       |                      | |                 |                        |
| (все фото) | Гоголя                        | укр. Гоголя                         |                      | - Гоголя (см. Николай Гоголь). |                 |                        |
| (все фото) | Георгия Гонгадзе              | укр. Георгія Гонгадзе               |                      | - Лазо (см. Сергей Лазо; до 1 декабря 2012 года). - Георгия Гонгадзе (см. Георгий Гонгадзе; с 1 декабря 2012 года). |                 |                        |
| (все фото) | Гончара                       | укр. Гончара                        |                      | |                 |                        |
| (все фото) | Гончарёвка                    | укр. Гончарівка                     |                      | |                 |                        |
| (все фото) | Гончарова                     | укр. Гончарова                      |                      | |                 |                        |
| (все фото) | Гордиюк                       | укр. Гордіюк                        |                      | - Гордиюк (см. Домна Гордиюк). |                 |                        |
| (все фото) | Гороховая                     | укр. Горіхова                       |                      | |                 |                        |
| (все фото) | Ореховая                      | укр. Горішня                        |                      | |                 |                        |
| (все фото) | Городецкая                    | укр. Городецька                     |                      | |                 |                        |
| (все фото) | Госпитальная                  | укр. Госпітальна                    |                      | - Бабушкина (см. Михаил Бабушкин; до 1 декабря 2012 года). - Госпитальная (см. госпиталь; с 1 декабря 2012 года). |                 |                        |
| (все фото) | Гостинная                     | укр. Гостинна                       |                      | |                 |                        |
| (все фото) | Грабовая                      | укр. Грабова                        |                      | |                 |                        |
| (все фото) | Грабовского                   | укр. Грабовського                   |                      | |                 |                        |
| (все фото) | Градный спуск                 | укр. Градний узвіз                  |                      | |                 |                        |
| (все фото) | Гребёнки                      | укр. Гребінки                       |                      | - Гребёнки (см. Евгений Гребёнка). |                 |                        |
| (все фото) | Грекова                       | укр. Грекова                        |                      | |                 |                        |
| (все фото) | Гречневая                     | укр. Гречана                        |                      | |                 |                        |
| (все фото) | Георгия Андрузского           | укр. Георгія Андрузького            |                      | - Георгия Андрузского (см. Георгий Андрузский). |                 |                        |
| (все фото) | Григория Гуляницкого          | укр. Григорія Гуляницького          |                      | - Совхозная (см. совхоз; до 1 декабря 2012 года). - Григория Гуляницкого (см. Григорий Гуляницкий; с 1 декабря 2012 года). |                 |                        |
| (все фото) | Гризодубовой                  | укр. Гризодубової                   |                      | - Гризодубовой (см. Валентина Гризодубова). |                 |                        |
| (все фото) | Гринченка переулок            | укр. Грінченка провулок             |                      | |                 |                        |
| (все фото) | Иосафата Кунцевича            | укр. Йосафата Кунцевича             |                      | - Ульяны Громовой (см. Ульяна Громова; до 1 декабря 2012 года). - Иосафата Кунцевича (см. Иосафат (Кунцевич); c 1 декабря 2012 года). |                 |                        |
| (все фото) | Грушевского площадь           | укр. Грушевського, майдан           |                      | - Площадь Грушевского (см. Михаил Грушевский). |                 |                        |
| (все фото) | Грушевского проспект          | укр. Грушевського проспект          | 1955-1960 годы.      | - Привокзальный. - Проспект Правды (с 1962 года). - Проспект Грушевского (с 1991 года; см. Михаил Грушевский). |                 |                        |
| (все фото) | Гулака-Артемовского           | укр. Гулака-Артемовського           |                      | - Гулака-Артемовского (см. Пётр Гулак-Артемовский). |                 |                        |
| (все фото) | Гущанская                     | укр. Гущанська                      |                      | |                 |                        |
| (все фото) | Далёкая                       | укр. Далека                         |                      | |                 |                        |
| (все фото) | Даниила Галицкого             | укр. Данила Галицького              | 1200-е годы.         | - Широкая (Равинская(?) — южная часть) и Большая (Великая(?) — северная часть). - Широкая и Базилианская (Василианская; см. Базилианский орден). - Школьная и Покровская улицы (XIX в). - Берека Йоселевича (см. Берек Йоселевич) и площадь Шолома Алейхема (см. Шолом-Алейхем) — 1915—1916 года. - Доминиканская (австрийская оккупация; см. Доминиканский монастырь). - Старогородская (укр. Старомістська; середина XX века). - Пугачёва (1959—1990; см. Емельян Пугачёв). - Даниила Галицкого (с начала 1990-х; см. Даниил Романович Галицкий). | Старый Луцк     |                        |
| (все фото) | Даньшина                      | укр. Даньшина                       |                      | |                 |                        |
| (все фото) | Дарвина                       | укр. Дарвіна                        |                      | - Дарвина (см. Чарлз Дарвин). |                 |                        |
| (все фото) | Даргомыжского                 | укр. Даргомижського                 |                      | - Даргомыжского (см. Александр Даргомыжский). |                 |                        |
| (все фото) | Дачная                        | укр. Дачна                          |                      | - Дачная (см. дача). |                 |                        |
| (все фото) | Декабристов                   | укр. Декабристів                    |                      | - Декабристов (см. Декабристы). |                 |                        |
| (все фото) | Дмитрия Донцова               | укр. Дмитра Донцова                 |                      | - Дмитрия Донцова (см. Дмитрий Донцов). |                 |                        |
| (все фото) | Дмитрия Донцова переулок      | укр. Дмитра Донцова провулок        |                      | - Дмитрия Донцова (см. Дмитрий Донцов). |                 |                        |
| (все фото) | Днистрянского                 | укр. Дністрянського                 |                      | - Днистрянского (см. Станислав Днистрянский). |                 |                        |
| (все фото) | Добролюбова                   | укр. Добролюбова                    |                      | - Добролюбова (см. Николай Добролюбов). |                 |                        |
| (все фото) | Довженко                      | укр. Довженка                       |                      | - Довженко (см. Александр Довженко). |                 |                        |
| (все фото) | Докучаева                     | укр. Докучаєва                      |                      | |                 |                        |
| (все фото) | Дорожный переулок             | укр. Дорожний провулок              |                      | |                 |                        |
| (все фото) | Драгоманова                   | укр. Драгоманова                    | 1200-е годы.         | - Троицкая и Рыночная. - Почтовая(?) и Рыночная. - Доминиканская (1920—1940?; см. Доминиканский монастырь (Луцк)). - Карла Либкнехта (1940?-1991; см. Карл Либкнехт). - Драгоманова (c 1991; см. Михаил Драгоманов). | Старый Луцк     |                        |
| (все фото) | Бульвар Дружбы Народов        | укр. Бульвар Дружби Народів         |                      | |                 |                        |
| (все фото) | Дубненская                    | укр. Дубнівська                     |                      | |                 |                        |
| (все фото) | Дубовая                       | укр. Дубова                         |                      | |                 |                        |
| (все фото) | Электроаппаратная             | укр. Електроапаратна                |                      | - Электроаппаратная (см. Луцкий электроаппаратный завод). |                 |                        |
| (все фото) | Ермоловой                     | укр. Єрмолової                      |                      | - Ермоловой (см. Мария Ермолова). |                 |                        |
| (все фото) | Ершова                        | укр. Єршова                         |                      | |                 |                        |
| (все фото) | Октябрьская                   | укр. Жовтнева                       |                      | |                 |                        |
| (все фото) | Жуковского                    | укр. Жуковського                    |                      | |                 |                        |
| (все фото) | Журавлиная                    | укр. Журавлина                      |                      | - Журавлиная (см. Журавли). |                 |                        |
| (все фото) | Заводская                     | укр. Заводська                      |                      | |                 |                        |
| (все фото) | Загородная                    | укр. Загородня                      |                      | |                 |                        |
| (все фото) | Железная                      | укр. Залізна                        |                      | |                 |                        |
| (все фото) | Железнодорожная               | укр. Залізнична                     |                      | |                 |                        |
| (все фото) | Зализняка                     | укр. Залізняка                      |                      | |                 |                        |
| (все фото) | Замковая                      | укр. Замкова                        | 1850—1900 года       | - Подзамчье (см. Луцкий замок). - Замковая. | Старый Луцк     |                        |
| (все фото) | Заньковецкой                  | укр. Заньковецької                  |                      | - Заньковецкой (см. Мария Заньковецкая). |                 |                        |
| (все фото) | Заповедная                    | укр. Заповітна                      |                      | |                 |                        |
| (все фото) | Запорожская                   | укр. Запорізька                     |                      | |                 |                        |
| (все фото) | Заречная                      | укр. Зарічна                        |                      | |                 |                        |
| (все фото) | Заставья                      | укр. Застав'я                       |                      | |                 |                        |
| (все фото) | Уютная                        | укр. Затишна                        |                      | |                 |                        |
| (все фото) | Захарова                      | укр. Захарова                       |                      | |                 |                        |
| (все фото) | Западная                      | укр. Західна                        |                      | |                 |                        |
| (все фото) | Зацепы                        | укр. Зацепи                         |                      | |                 |                        |
| (все фото) | Збаражская                    | укр. Збаразька                      |                      | |                 |                        |
| (все фото) | Связистов                     | укр. Зв'язківців                    |                      | |                 |                        |
| (все фото) | Зелёная                       | укр. Зелена                         |                      | |                 |                        |
| (все фото) | Земнухова                     | укр. Земнухова                      |                      | - Земнухова (см. Иван Земнухов). |                 |                        |
| (все фото) | Зои Космодемьянской           | укр. Зої Космодем'янської           |                      | - Зои Космодемьянской (см. Зоя Космодемьянская). |                 |                        |
| (все фото) | Измайлова                     | укр. Ізмайлова                      |                      | |                 |                        |
| (все фото) | Индустриальная                | укр. Індустріальна                  |                      | |                 |                        |
| (все фото) | Ивана Мазепы                  | укр. Івана Мазепи                   |                      | - Ивана Мазепы (см. Иван Мазепа). |                 |                        |
| (все фото) | Калиновая                     | укр. Калинова                       |                      | |                 |                        |
| (все фото) | Караимская                    | укр. Караїмська                     |                      | - Бонифратская и Караимская (до 1920 года; см. Бонифратры, Костёл Святого Якуба и Караимы). - Караимская (1920—1944 годы). - Калинина (1944—1991 годы; см. Михаил Калинин). - Караимская (с 1991 года). | Старый Луцк     |                        |
| (все фото) | Карбышева                     | укр. Карбишева                      |                      | - Карбышева (см. Дмитрий Карбышев). |                 |                        |
| (все фото) | Кармелюка                     | укр. Кармелюка                      |                      | - Кармелюка (см. Устим Кармелюк). |                 |                        |
| (все фото) | Карпенко-Карого               | укр. Карпенка-Карого                |                      | - Карпенко-Карого (см. Иван Карпенко-Карый). |                 |                        |
| (все фото) | Кафедральная                  | укр. Кафедральна                    | 1100-е годы.         | - Замковая (c XVII в.; от Луцкий замок). - Поперечная (западная часть в XVIII в.). - Кафедральная (с конца XIX в.; от: Кафедральный костёл Святой Троицы). - Кармелитская, Кафедральная, Бригидок (в 1920—1941 годах; от. костёл Девы Марии ордена кармелитов, Кафедральный костёл Святой Троицы, Монастырь бригидок). - Крупской (после Второй мировой войны; см.: Надежда Крупская). - Кафедральная (с 1990-х). | Старый Луцк     |                        |
| (все фото) | Качалова                      | укр. Качалова                       |                      | |                 |                        |
| (все фото) | Качалова переулок             | укр. Качалова провулок              |                      | |                 |                        |
| (все фото) | Каштановая                    | укр. Каштанова                      |                      | - Каштановая (см. каштан). |                 |                        |
| (все фото) | Квитова                       | укр. Квітова                        |                      | - Улица Квитова (от укр. квітка — цветок). |                 |                        |
| (все фото) | Киевская площадь              | укр. Київський майдан               | 1990-е годы          | - с. Дворец. - Кременецкая (Дворецкая) улица. - Киевская площадь (см. Киев). |                 |                        |
| (все фото) | Киверцовская                  | укр. Ківерцівська                   |                      | - Киверцовская (см. Киверцы). |                 |                        |
| (все фото) | Кичкарёвская                  | укр. Кічкарівська                   |                      | |                 |                        |
| (все фото) | Клары Цеткин                  | укр. Клари Цеткін                   |                      | - Клары Цеткин (см. Клара Цеткин). |                 |                        |
| (все фото) | Кленовая                      | укр. Кленова                        |                      | - Кленовая (см. клён). |                 |                        |
| (все фото) | Клима Савура                  | укр. Клима Савура                   |                      | - Клима Савура (от Клим Савур, см. Саур-Могила). |                 |                        |
| (все фото) | Княгининская                  | укр. Княгинівська                   |                      | |                 |                        |
| (все фото) | Князей Острожских             | укр. Князів Острозьких              |                      | - Краснодонцев (см. Молодая гвардия; до 1 декабря 2012 года). - Князей Острожских (см. Острожские; с 1 декабря 2012 года). |                 |                        |
| (все фото) | Князей Ружинских              | укр. Князів Ружинських              |                      | - Земнухова (см. Иван Земнухов; до 1 декабря 2012 года). - Князей Ружинских (см. Ружинские; с 1 декабря 2012 года). |                 |                        |
| (все фото) | Кобылянской                   | укр. Кобилянської                   |                      | - Кобылянской (см. Ольга Кобылянская). |                 |                        |
| (все фото) | Ковалевской                   | укр. Ковалевської                   |                      | - Ковалевской (см. Софья Ковалевская). |                 |                        |
| (все фото) | Ковельская                    | укр. Ковельська                     |                      | - Ковельская (см. Ковель). |                 |                        |
| (все фото) | Ковпака                       | укр. Ковпака                        |                      | - Ковпака (см. Сидор Ковпак). |                 |                        |
| (все фото) | Козакова                      | укр. Козакова                       |                      | |                 |                        |
| (все фото) | Кольцова                      | укр. Кольцова                       |                      | |                 |                        |
| (все фото) | Комка                         | укр. Комка                          |                      | |                 |                        |
| (все фото) | Комунальный переулок          | укр. Комунальний провулок           |                      | |                 |                        |
| (все фото) | Иова Кондзелевича             | укр. Йова Кондзелевича              | 1300-е года          | - Торговая (см. торговля). - Торговая и Мучная (см. мука). - Братская и Мучная (с 1941 года; см. архитектурный комплекс Луцкого Кресто-Воздвиженского братства). - Герцена (с 1953 года; см. Александр Герцен) - Иова Кондзелевича (с 1990 года; см. Иов Кондзелевич). | Старый Луцк     |                        |
| (все фото) | Кондратюка                    | укр. Кондратюка                     |                      | |                 |                        |
| (все фото) | Коновальца                    | укр. Коновальця                     |                      | - Коновальца (см. Евгений Коновалец). |                 |                        |
| (все фото) | Конякина                      | укр. Конякіна                       |                      | - Конякина (см. Александр Конякин). |                 |                        |
| (все фото) | Кооперативная                 | укр. Кооперативна                   |                      | |                 |                        |
| (все фото) | Копачевская                   | укр. Копачівська                    |                      | |                 |                        |
| (все фото) | Коперника                     | укр. Коперника                      |                      | - Коперника (см. Николай Коперник). |                 |                        |
| (все фото) | Корнийчука                    | укр. Корнійчука                     |                      | |                 |                        |
| (все фото) | Короленко                     | укр. Короленка                      |                      | |                 |                        |
| (все фото) | Королёва                      | укр. Корольова                      |                      | - Королёва (см. Сергей Королёв). |                 |                        |
| (все фото) | Короткая                      | укр. Коротка                        |                      | |                 |                        |
| (все фото) | Коротченка                    | укр. Коротченка                     |                      | |                 |                        |
| (все фото) | Космонавтов                   | укр. Космонавтів                    |                      | - Космонавтов (см. космонавт). |                 |                        |
| (все фото) | Костопольская                 | укр. Костопільська                  |                      | |                 |                        |
| (все фото) | Котляревского                 | укр. Котляревського                 |                      | - Котляревского (см. Иван Котляревский). |                 |                        |
| (все фото) | Коцка                         | укр. Коцька                         |                      | |                 |                        |
| (все фото) | Коцюбинского                  | укр. Коцюбинського                  |                      | - Коцюбинского (см. Михаил Коцюбинский). |                 |                        |
| (все фото) | Кочерги                       | укр. Кочерги                        |                      | - Кочерги (см. Иван Кочерга). |                 |                        |
| (все фото) | Балковского                   | укр. Балковського                   |                      | - Кошевого (см. Олег Кошевой; до 1 декабря 2012 года). - Балковского (с 1 декабря 2012 года). |                 |                        |
| (все фото) | Кравчука                      | укр. Кравчука                       |                      | |                 |                        |
| (все фото) | Красовского                   | укр. Красовського                   |                      | |                 |                        |
| (все фото) | Красовского переулок          | укр. Красовського провулок          |                      | |                 |                        |
| (все фото) | Кременецкая                   | укр. Кременецька                    |                      | |                 |                        |
| (все фото) | Кривой Вал                    | укр. Кривий Вал                     | 1803 год.            | - Конная (от Дубненской к Глушцу) и Нижняя (от Дубненской к Старовладимирской) — до 1912 года. - Столыпинская (см. Пётр Столыпин и Императора Александра I (см. Александр I) — 1912—1921 года. - 3 мая (объединённая Столыпинская и Александра I) и Августина Кордецкого (идущая к Стыру; см. Августин Кордецкий) — с 1921 года. - Тадеуша Голувко (бывшая Столыпинская; c 1931 года; см. Тадеуш Голувко). - 1 мая (объединённая Кордецкого, 3 мая и Голувко; с 1939 года; см. Первое мая). - Почтовая (1941 г.). - 1 мая. - Кривой Вал (с 1990-х). |                 |                        |
| (все фото) | Кривоноса                     | укр. Кривоноса                      |                      | - Кривоноса (см. Максим Кривонос). |                 |                        |
| (все фото) | Крылова                       | укр. Крилова                        |                      | - Крылова (см. Иван Крылов). |                 |                        |
| (все фото) | Крушельницкого                | укр. Крушельницької                 |                      | |                 |                        |
| (все фото) | Кульчинской                   | укр. Кульчинської                   |                      | |                 |                        |
| (все фото) | Кульчицкой                    | укр. Кульчицької                    |                      | |                 |                        |
| (все фото) | Куприна                       | укр. Купріна                        |                      | - Куприна (см. Александр Куприн). |                 |                        |
| (все фото) | Курбаса                       | укр. Курбаса                        |                      | |                 |                        |
| (все фото) | Курская                       | укр. Курська                        |                      | - Курская (см. Курск). |                 |                        |
| (все фото) | Курчатова                     | укр. Курчатова                      |                      | - Курчатова (см. Игорь Курчатов). |                 |                        |
| (все фото) | Кутузова                      | укр. Кутузова                       |                      | - Кутузова (см. Михаил Кутузов) |                 |                        |
| (все фото) | Ландау                        | укр. Ландау                         |                      | - Ландау (см. Лев Ландау). |                 |                        |
| (все фото) | Лановая                       | укр. Ланова                         |                      | |                 |                        |
| (все фото) | Левадная                      | укр. Левадна                        |                      | |                 |                        |
| (все фото) | Левитана                      | укр. Левітана                       |                      | - Левитана (см. Исаак Левитан). |                 |                        |
| (все фото) | Леонтовича                    | укр. Леонтовича                     |                      | |                 |                        |
| (все фото) | Леси Украинки                 | укр. Лесі Українки                  | 1100-е годы.         | - Пречистенская (от Пречистенский монастырь). - Помостичи (название территории). - Оликская (укр. Олицька; с конца XVI в.; от Олыка). - Дубненская (укр. Дубненська; с XVIII в.; от Дубно). - Шосейная (укр. Шосова; с 1860-х гг.; от Киево-Брестского шоссе). - Николая II (в нач. XX в.; см.: Николай II). - Главная (во время Первой мировой войны). - Ягеллонского (с 1920-х; см. Ягеллоны). - Сталина (с 1939 г.; см. Иосиф Сталин). - Советская (после Второй мировой войны; см. Советы). - Леси Украинки (с 1990-х годов; см. Леся Украинка). |                 |                        |
| (все фото) | Лермонтова                    | укр. Лєрмонтова                     |                      | - Лермонтова (см. Михаил Лермонтов). |                 |                        |
| (все фото) | Лескова                       | укр. Лєскова                        |                      | - Лескова (см. Николай Лесков). |                 |                        |
| (все фото) | Липинского                    | укр. Липинського                    |                      | |                 |                        |
| (все фото) | Липлянская                    | укр. Липлянська                     |                      | |                 |                        |
| (все фото) | Липовая                       | укр. Липова                         |                      | |                 |                        |
| (все фото) | Липовецкая                    | укр. Липовецька                     |                      | |                 |                        |
| (все фото) | Лысенка                       | укр. Лисенка                        |                      | |                 |                        |
| (все фото) | Лидавская                     | укр. Лідавська                      |                      | |                 |                        |
| (все фото) | Летняя                        | укр. Літня                          |                      | - Летняя (см. лето). |                 |                        |
| (все фото) | Лобачевского                  | укр. Лобачевського                  |                      | - Лобачевского (см. Николай Лобачевский). |                 |                        |
| (все фото) | Ломоносова                    | укр. Ломоносова                     |                      | - Ломоносова (см. Михаил Ломоносов). |                 |                        |
| (все фото) | Лопатина                      | укр. Лопатіна                       |                      | |                 |                        |
| (все фото) | Луговая                       | укр. Лугова                         |                      | |                 |                        |
| (все фото) | Лютеранская                   | укр. Лютеранська                    |                      | - Лютеранская (см. Лютеранство). | Старый Луцк     |                        |
| (все фото) | Лятошинская                   | укр. Лятошинського                  |                      | - Лятошинская (см. Борис Лятошинский). |                 |                        |
| (все фото) | Львовская                     | укр. Львівська                      |                      | - Львовская (см. Львов). |                 |                        |
| (все фото) | Львовский переулок            | укр. Львівський провулок            |                      | - Львовский переулок (см. Львов). |                 |                        |
| (все фото) | Мазурец                       | укр. Мазурця                        |                      | |                 |                        |
| (все фото) | Макаревича                    | укр. Макаревича                     |                      | |                 |                        |
| (все фото) | Макаренка                     | укр. Макаренка                      |                      | - Макаренка (см. Антон Макаренко). |                 |                        |
| (все фото) | Макарова                      | укр. Макарова                       |                      | |                 |                        |
| (все фото) | Маковского                    | укр. Маковського                    |                      | |                 |                        |
| (все фото) | Малиновая                     | укр. Малинова                       |                      | |                 |                        |
| (все фото) | Малоомельяновская             | укр. Малоомелянівська               |                      | |                 |                        |
| (все фото) | Мамсурова                     | укр. Мамсурова                      |                      | |                 |                        |
| (все фото) | Марко Вовчок                  | укр. Марко Вовчок                   |                      | - Марко Вовчок (см. Марко Вовчок). |                 |                        |
| (все фото) | Матросова                     | укр. Матросова                      |                      | - Матросова (см. Александр Матросов). |                 |                        |
| (все фото) | Мельницкая                    | укр. Мельнична                      |                      | - Мельницкая (см. мельница). |                 |                        |
| (все фото) | Менделеева                    | укр. Мендєлєєва                     |                      | - Менделеева (см. Дмитрий Менделеев). |                 |                        |
| (все фото) | Механическая                  | укр. Механічна                      |                      | |                 |                        |
| (все фото) | Мечникова                     | укр. Мечнікова                      |                      | - Мечникова (см. Илья Мечников). |                 |                        |
| (все фото) | Михновского                   | укр. Міхновського                   |                      | |                 |                        |
| (все фото) | Микулицкая                    | укр. Микулицька                     |                      | |                 |                        |
| (все фото) | Милушская                     | укр. Милушська                      |                      | |                 |                        |
| (все фото) | Мира                          | укр. Миру                           |                      | - Мира (см. мир). |                 |                        |
| (все фото) | Охотничья                     | укр. Мисливська                     |                      | - Охотничья (см. охота). |                 |                        |
| (все фото) | Милицейская                   | укр. Міліційна                      |                      | - Милицейская (см. милиция). |                 |                        |
| (все фото) | Минская                       | укр. Мінська                        |                      | - Минская (см. Минск). |                 |                        |
| (все фото) | Мичурина                      | укр. Мічуріна                       |                      | - Мичурина (см. Иван Мичурин). |                 |                        |
| (все фото) | Можайского                    | укр. Можайського                    |                      | |                 |                        |
| (все фото) | Молодёжи проспект             | укр. Молоді проспект                |                      | |                 |                        |
| (все фото) | Молодёжная                    | укр. Молодіжна                      |                      | |                 |                        |
| (все фото) | Молодогвардейская             | укр. Молодогвардійська              |                      | - Молодогвардейская (см. Молодая гвардия). |                 |                        |
| (все фото) | Молодогвардейцев              | укр. Молодогвардійців               |                      | - Молодогвардейцев (см. Молодая гвардия). |                 |                        |
| (все фото) | Московская                    | укр. Московська                     |                      | - Московская (см. Москва). |                 |                        |
| (все фото) | Мурашка                       | укр. Мурашка                        |                      | |                 |                        |
| (все фото) | На Таборище                   | укр. На таборищі                    |                      | |                 |                        |
| (все фото) | Набережная                    | укр. Набережна                      |                      | |                 |                        |
| (все фото) | Нагорная                      | укр. Нагірна                        |                      | |                 |                        |
| (все фото) | Надозёрная                    | укр. Надозерна                      |                      | |                 |                        |
| (все фото) | Надречная                     | укр. Надрічна                       |                      | |                 |                        |
| (все фото) | Наливайка                     | укр. Наливайка                      |                      | - Наливайка (см. Северин Наливайко). |                 |                        |
| (все фото) | Народных Дружинников          | укр. Народних Дружинників           |                      | |                 |                        |
| (все фото) | Нахимова                      | укр. Нахімова                       |                      | - Нахимова (см. Павел Нахимов). |                 |                        |
| (все фото) | Сахарная                      | укр. Цукрова                        |                      | - Невского (см. Александр Невский; до 1 декабря 2012 года). - Сахарная (см. сахар; с 1 декабря 2012 года). |                 |                        |
| (все фото) | Нестерова                     | укр. Нестерова                      |                      | |                 |                        |
| (все фото) | Нечуя-Левицкого               | укр. Нечуя-Левицького               |                      | - Нечуя-Левицкого (см. Иван Нечуй-Левицкий). |                 |                        |
| (все фото) | Нижний проезд                 | укр. Нижній проїзд                  |                      | |                 |                        |
| (все фото) | Нижний                        | укр. Нижня                          |                      | |                 |                        |
| (все фото) | Никишева                      | укр. Нікішева                       |                      | |                 |                        |
| (все фото) | Новая                         | укр. Нова                           |                      | |                 |                        |
| (все фото) | Новочерчицкая                 | укр. Новочерчицька                  |                      | |                 |                        |
| (все фото) | Овощная                       | укр. Овочева                        |                      | - Овощная (см. овощи). |                 |                        |
| (все фото) | Огиенка                       | укр. Огієнка                        |                      | - Огиенка (см. Иларион (Огиенко)). |                 |                        |
| (все фото) | Озёрная                       | укр. Озерецька                      |                      | |                 |                        |
| (все фото) | Александра Богачука           | укр. Олександра Богачука            |                      | - Александра Богачука (см. Александр Богачук). |                 |                        |
| (все фото) | Алексы Шума                   | укр. Олекси Шума                    |                      | - Куйбышева (см. Валериан Куйбышев; до 1 декабря 2012 года). - Алексея Шума (см. Алекса Шум (укр. Шум Олекса); с 1 декабря 2012 года). |                 |                        |
| (все фото) | Елены Телиги                  | укр. Олени Теліги                   |                      | - Елены Телиги (см. Елена Телига). |                 |                        |
| (все фото) | Олыцкая                       | укр. Олицька                        |                      | - Олыцкая (см. Олыка). |                 |                        |
| (все фото) | Ольжича                       | укр. Ольжича                        |                      | - Ольжича (см. Олег Ольжич). |                 |                        |
| (все фото) | Ольховая                      | укр. Ольхова                        |                      | |                 |                        |
| (все фото) | Митрополита Андрея Шептицкого | укр. Митрополита Андрея Шептицького |                      | - Орджоникидзе (см. Серго Орджоникидзе; до 1 декабря 2012 года). - Митрополита Андрея Шептицкого (см. Андрей (Шептицкий); c 1 декабря 2012 года). |                 |                        |
| (все фото) | Островского                   | укр. Островського                   |                      | |                 |                        |
| (все фото) | Острогская                    | укр. Острозька                      |                      | |                 |                        |
| (все фото) | Офицерская                    | укр. Офіцерська                     |                      | - Офицерская (см. офицер). |                 |                        |
| (все фото) | Павлюка                       | укр. Павлюка                        |                      | |                 |                        |
| (все фото) | Панаса Мирного                | укр. Панаса Мирного                 |                      | - Панаса Мирного (см. Панас Мирный). |                 |                        |
| (все фото) | Панфилова                     | укр. Панфілова                      |                      | |                 |                        |
| (все фото) | Папанина                      | укр. Папаніна                       |                      | - Папанина (см. Иван Папанин). |                 |                        |
| (все фото) | Парижской Коммуны             | укр. Паризької Комуни               |                      | - Парижской Коммуны (см. Парижская коммуна). |                 |                        |
| (все фото) | Парковая                      | укр. Паркова                        |                      | - Парковая (см. парк). |                 |                        |
| (все фото) | Партизанская                  | укр. Партизанська                   |                      | - Партизанская (см. партизан). |                 |                        |
| (все фото) | Патона                        | укр. Патона                         |                      | - Патона (см. Евгений Патон). |                 |                        |
| (все фото) | Паторжинского                 | укр. Паторжинського                 |                      | - Паторжинского (см. Иван Паторжинский). |                 |                        |
| (все фото) | Педагогическая                | укр. Педагогічна                    |                      | - Педагогическая (см. педагогика). |                 |                        |
| (все фото) | Победы проспект               | укр. Перемоги проспект              |                      | |                 |                        |
| (все фото) | Перовской                     | укр. Перовської                     |                      | - Перовской (см. Софья Перовская). |                 |                        |
| (все фото) | Петра Болбочана               | укр. Петра Болбочана                |                      | - Кирова (см. Сергей Киров; до 1 декабря 2012 года). - Петра Болбочана (см. Пётр Болбочан; с 1 декабря 2012 года). |                 |                        |
| (все фото) | Петрова                       | укр. Петрова                        |                      | |                 |                        |
| (все фото) | Петрусевича                   | укр. Петрусевича                    |                      | |                 |                        |
| (все фото) | Филиппа Орлика                | укр. Пилипа Орлика                  |                      | - Филиппа Орлика (см. Филипп Орлик). |                 |                        |
| (все фото) | Пирогова                      | укр. Пирогова                       |                      | - Пирогова (см. Николай Пирогов). |                 |                        |
| (все фото) | Писаревского                  | укр. Писаревського                  |                      | |                 |                        |
| (все фото) | Южная                         | укр. Південна                       |                      | - Южная (см. юг). |                 |                        |
| (все фото) | Северная                      | укр. Північна                       |                      | - Северная (см. север). |                 |                        |
| (все фото) | Подгаецкая                    | укр. Підгаєцька                     |                      | |                 |                        |
| (все фото) | Пинская                       | укр. Пінська                        |                      | - Пинская (см. Пинск). |                 |                        |
| (все фото) | Плитница                      | укр. Плитниця                       |                      | - Набережная оборонительного рва. - Замковая (см. Луцкий замок). - Нижнезамковая и Козлиный спуск (см. Луцкий замок и козы). - Гвардейская и Садовый спуск (с 1916 года; см. гвардия и сад). - Любарта и Садовый спуск (с 1921 года; см. Любарт Гедиминович). - Рихарда Зорге (с 1957 года; см. Рихарда Зорге). - Плитница (с 1991 года; см. плита). | Старый Луцк     |                        |
| (все фото) | Полесская Сечь                | укр. Поліська Січ                   |                      | - Полесская Сечь (см. Полесская сечь — Украинская Повстанческая Армия). |                 |                        |
| (все фото) | Полонкивская                  | укр. Полонківська                   |                      | |                 |                        |
| (все фото) | Полевая                       | укр. Польова                        |                      | - Полевая (см. поле). |                 |                        |
| (все фото) | Поморская                     | укр. Поморська                      |                      | - Поморская (см. Поморье). |                 |                        |
| (все фото) | Попова                        | укр. Попова                         |                      | |                 |                        |
| (все фото) | Потапова                      | укр. Потапова                       |                      | - Банковая (см. банк). - Потапова (см. Михаил Потапов). |                 |                        |
| (все фото) | Потебни                       | укр. Потебні                        |                      | |                 |                        |
| (все фото) | Почтовая                      | укр. Поштова                        |                      | - Почтовая (см. почта). |                 |                        |
| (все фото) | Прасолов                      | укр. Прасолів                       |                      | |                 |                        |
| (все фото) | Пржевальского                 | укр. Пржевальського                 |                      | - Пржевальского (см. Николай Пржевальский). |                 |                        |
| (все фото) | Приветливая                   | укр. Привітна                       |                      | |                 |                        |
| (все фото) | Привокзальная                 | укр. Привокзальна                   |                      | - Привокзальная (см. вокзал). |                 |                        |
| (все фото) | Привокзальная площадь         | укр. Привокзальний майдан           |                      | - Привокзальная площадь (см. вокзал). |                 |                        |
| (все фото) | Прилуцкая                     | укр. Прилуцька                      |                      | - Прилуцкая (см. Прилуки). |                 |                        |
| (все фото) | Прилуцкий переулок            | укр. Прилуцький провулок            |                      | - Прилуцкий переулок (см. Прилуки). |                 |                        |
| (все фото) | Прогресса                     | укр. Прогресу                       |                      | - Прогресса (см. прогресс). |                 |                        |
| (все фото) | Проектировочная               | укр. Проектувальна                  |                      | - Проектировочная (см. проектирование). |                 |                        |
| (все фото) | Роговая                       | укр. Рогова                         |                      | - Пролетарская (см. пролетариат; до 1 декабря 2012 года). - Роговая (с 1 декабря 2012 года). |                 |                        |
| (все фото) | Профсоюзная                   | укр. Профспілкова                   |                      | - Профсоюзная (см. профессиональный союз). |                 |                        |
| (все фото) | Путинцева                     | укр. Путінцева                      |                      | |                 |                        |
| (все фото) | Пушкина                       | укр. Пушкіна                        |                      | - Пушкина (см. Александр Пушкин). |                 |                        |
| (все фото) | Пятницкая горка               | укр. П'ятницька гірка               |                      | - Горького (см. Максим Горький; до 1 декабря 2012 года). - Пятницкая горка (с 1 декабря 2012 года). |                 |                        |
| (все фото) | Утренняя                      | укр. Ранкова                        |                      | - Утренняя (см. утро). |                 |                        |
| (все фото) | Рахманинова                   | укр. Рахманінова                    |                      | - Рахманинова (см. Сергей Рахманинов). |                 |                        |
| (все фото) | Революционная                 | укр. Революційна                    |                      | |                 |                        |
| (все фото) | Ревуцкого                     | укр. Ревуцького                     |                      | |                 |                        |
| (все фото) | Репина                        | укр. Рєпіна                         |                      | - Репина (см. Илья Репин). |                 |                        |
| (все фото) | Рылеева                       | укр. Рилєєва                        |                      | - Рылеева (см. Кондратий Рылеев). |                 |                        |
| (все фото) | Рыльского                     | укр. Рильського                     |                      | - Рыльского (см. Максим Рыльский). |                 |                        |
| (все фото) | Рыночная площадь              | укр. Ринок, майдан                  | 1400-1600.           | * Рыночная площадь (см. рынок). | Старый Луцк     |                        |
| (все фото) | Ровенская                     | укр. Рівненська                     |                      | - Ровенская (см. Ровно). |                 |                        |
| (все фото) | Рабочая                       | укр. Робітнича                      |                      | - Рабочая (см. рабочая). |                 |                        |
| (все фото) | Романюка                      | укр. Романюка                       |                      | |                 |                        |
| (все фото) | Руданского                    | укр. Руданського                    |                      | - Руданского (см. Степан Руданский). |                 |                        |
| (все фото) | Русская                       | укр. Руська                         |                      | |                 |                        |
| (все фото) | Садовая                       | укр. Садова                         |                      | - Колхозная (см. колхоз; до 1 декабря 2012 года). - Садовая (см. сад с 1 декабря 2012 года). |                 |                        |
| (все фото) | Садовый переулок              | укр. Садовий провулок               |                      | - Колхозный переулок (см. колхоз; до 1 декабря 2012 года). - Садовый переулок (см. сад с 1 декабря 2012 года). |                 |                        |
| (все фото) | Садовского                    | укр. Садовського                    |                      | |                 |                        |
| (все фото) | Саксаганского                 | укр. Саксаганського                 |                      | - Саксаганского (см. Панас Саксаганский). |                 |                        |
| (все фото) | Салтыкова-Щедрина             | укр. Салтикова-Щедріна              |                      | - Салтыкова-Щедрина (см. Михаил Салтыков-Щедрин). |                 |                        |
| (все фото) | Сапалаевская                  | укр. Сапалаївська                   |                      | - Сапалаевская (см. Сапалаевка). |                 |                        |
| (все фото) | Сапёров                       | укр. Саперів                        |                      | - Сапёров (см. сапёр). |                 |                        |
| (все фото) | Покальчуков                   | укр. Покальчуків                    |                      | - Свердлова (см. Яков Свердлов; до 1 декабря 2012 года). - Покальчуков (с 1 декабря 2012 года). |                 |                        |
| (все фото) | Светлая                       | укр. Світла                         |                      | |                 |                        |
| (все фото) | Севастопольская               | укр. Севастопольська                |                      | - Севастопольская (см. Севастополь). |                 |                        |
| (все фото) | Посёлочная                    | укр. Селищна                        |                      | |                 |                        |
| (все фото) | Сенатора                      | укр. Сенатора                       |                      | |                 |                        |
| (все фото) | Сенаторки Левчановской        | укр. Сенаторки Левчанівської        |                      | - Сенаторки Левчановской (см. Елена Левчановская (укр. Олена Левчанівська). |                 |                        |
| (все фото) | Строительная                  | укр. Будівельна                     |                      | |                 |                        |
| (все фото) | Строителей                    | укр. Будівельників                  |                      | |                 |                        |
| (все фото) | Сеченова                      | укр. Сєчєнова                       |                      | - Сеченова (см. Иван Сеченов). |                 |                        |
| (все фото) | Семеренка                     | укр. Симиренка                      |                      | |                 |                        |
| (все фото) | Сельская                      | укр. Сільська                       |                      | |                 |                        |
| (все фото) | Сечевая                       | укр. Січова                         |                      | |                 |                        |
| (все фото) | Сковороды                     | укр. Сковороди                      |                      | - Сковороды (см. Григорий Сковорода). |                 |                        |
| (все фото) | Скрябина                      | укр. Скрябіна                       |                      | - Скрябина (см. Александр Скрябин). |                 |                        |
| (все фото) | Словацкого                    | укр. Словацького                    |                      | |                 |                        |
| (все фото) | Смелякова переулок            | укр. Смелякова провулок             |                      | |                 |                        |
| (все фото) | Смирнова                      | укр. Смирнова                       |                      | |                 |                        |
| (все фото) | Соборности проспект           | укр. Соборності проспект            |                      | |                 |                        |
| (все фото) | Солнечная                     | укр. Сонячна                        |                      | - Солнечная (см. Солнце). |                 |                        |
| (все фото) | Сосновая                      | укр. Соснова                        |                      | - Сосновая (см. сосна). |                 |                        |
| (все фото) | Сосюры                        | укр. Сосюри                         |                      | - Сосюры (см. Владимир Сосюра). |                 |                        |
| (все фото) | Серебряная                    | укр. Срібна                         |                      | - Радищева (см. Александр Радищев; до 1 декабря 2012 года). - Серебряная (см. серебро; с 1 декабря 2012 года). |                 |                        |
| (все фото) | Спортивная                    | укр. Спортивна                      |                      | - Спортивная (см. спорт). |                 |                        |
| (все фото) | Пруды                         | укр. Ставки                         |                      | - Пруды (см. пруд). |                 |                        |
| (все фото) | Стальная                      | укр. Сталева                        |                      | - Стальная (см. сталь). |                 |                        |
| (все фото) | Станиславского                | укр. Станіславського                |                      | - Станиславского (см. Константин Станиславский). |                 |                        |
| (все фото) | Старая Дорога                 | укр. Стара дорога                   |                      | |                 |                        |
| (все фото) | Старицкого                    | укр. Старицького                    |                      | |                 |                        |
| (все фото) | Старицкого переулок           | укр. Старицького провулок           |                      | |                 |                        |
| (все фото) | Старова                       | укр. Старова                        |                      | |                 |                        |
| (все фото) | Старосельская                 | укр. Старосільська                  |                      | |                 |                        |
| (все фото) | Степная                       | укр. Степова                        |                      | |                 |                        |
| (все фото) | Стефаника                     | укр. Стефаника                      |                      | |                 |                        |
| (все фото) | Стефаника переулок            | укр. Стефаника провулок             |                      | |                 |                        |
| (все фото) | Стецька                       | укр. Стецька                        |                      | - Стецька (см. Ярослав Стецько). |                 |                        |
| (все фото) | Стыровая                      | укр. Стирова                        |                      | - Стыровая (см. Стыр). |                 |                        |
| (все фото) | Стрельникова                  | укр. Стрельникова                   |                      | |                 |                        |
| (все фото) | Стрелецкая                    | укр. Стрілецька                     |                      | |                 |                        |
| (все фото) | Струтинской переулок          | укр. Струтинської провулок          |                      | - Струтинской (см. Мария Струтинская (укр. Марія Струтинська) |                 |                        |
| (все фото) | Спутниковая                   | укр. Супутникова                    |                      | |                 |                        |
| (все фото) | Сурикова                      | укр. Сурикова                       |                      | - Сурикова (см. Василий Суриков). |                 |                        |
| (все фото) | Сухомлинского                 | укр. Сухомлинського                 |                      | - Сухомлинского (см. Василий Сухомлинский). |                 |                        |
| (все фото) | Восточная                     | укр. Східна                         |                      | - Восточная (см. восток). |                 |                        |
| (все фото) | Тарасова                      | укр. Тарасова                       |                      | |                 |                        |
| (все фото) | Театральная                   | укр. Театральна                     |                      | |                 |                        |
| (все фото) | Театральная площадь           | укр. Театральний майдан             | 1750-1800.           | - Могильный курган с захоронениями жертв осады Луцка войсками Андрея Боголюбского. - Градный холм. - Марсово поле. - Парадная площадь. - Площадь Габриэля Нарутовича (1920-е годы; см. Габриэль Нарутович). - Театральная площадь (см. Театр имени Тараса Шевченка (укр. Театр імені Тараса Шевченка). |                 |                        |
| (все фото) | Теремновская                  | укр. Теремнівська                   |                      | |                 |                        |
| (все фото) | Тесленко                      | укр. Тесленка                       |                      | |                 |                        |
| (все фото) | Тёщин Язык проезд             | укр. Тещин язик проїзд              |                      | |                 |                        |
| (все фото) | Тихая                         | укр. Тиха                           |                      | |                 |                        |
| (все фото) | Тимирязева                    | укр. Тімірязєва                     |                      | - Тимирязева (см. Климент Тимирязев). |                 |                        |
| (все фото) | Товарная                      | укр. Товарова                       |                      | |                 |                        |
| (все фото) | Топольная                     | укр. Топольова                      |                      | |                 |                        |
| (все фото) | Троицкая                      | укр. Троїцька                       |                      | |                 |                        |
| (все фото) | Трудовая                      | укр. Трудова                        |                      | |                 |                        |
| (все фото) | Трункина                      | укр. Трункіна                       |                      | |                 |                        |
| (все фото) | Трутовского                   | укр. Трутовського                   |                      | |                 |                        |
| (все фото) | Туполева                      | укр. Туполєва                       |                      | - Туполева (см. Андрей Туполев). |                 |                        |
| (все фото) | Тургенева                     | укр. Тургенєва                      |                      | - Тургенева (см. Иван Тургенев). |                 |                        |
| (все фото) | Андрея Марцинюка              | укр. Андрія Марцинюка               |                      | - Тухачевского (см. Михаил Тухачевский; до 1 декабря 2012 года). - Андрея Марцинюка (с 1 декабря 2012 года). |                 |                        |
| (все фото) | Петра Могилы                  | укр. Петра Могили                   |                      | - Тюленина (см. Сергей Тюленин; до). - Петра Могилы (см. Пётр Могила; с). |                 |                        |
| (все фото) | Урицкого                      | укр. Урицького                      |                      | - Урицкого |                 |                        |
| (все фото) | Учительская                   | укр. Учительська                    |                      | - Учительская (см. учитель). |                 |                        |
| (все фото) | Ушинского                     | укр. Ушинського                     |                      | - Ушинского (см. Константин Ушинский). |                 |                        |
| (все фото) | Фабричная                     | укр. Фабрична                       |                      | - Фабричная (см. фабрика). |                 |                        |
| (все фото) | Фёдорова                      | укр. Федорова                       |                      | |                 |                        |
| (все фото) | Фестивальная                  | укр. Фестивальна                    |                      | |                 |                        |
| (все фото) | Фестивальная                  | укр. Філатова                       |                      | |                 |                        |
| (все фото) | Фольварковая                  | укр. Фільваркова                    |                      | - Фольварковая (см. фольварк). |                 |                        |
| (все фото) | Фильтровая                    | укр. Фільтрова                      |                      | |                 |                        |
| (все фото) | Ивана Франка                  | укр. Івана Франка                   |                      | - Ивана Франка (см. Иван Франко). |                 |                        |
| (все фото) | Степана Кривенького           | укр. Степана Кривенького            |                      | - Фрунзе (см. Михаил Фрунзе; до 1 декабря 2012 года). - Степана Кривенького (см. Степан Кривенький (укр. Степан Кривенький); с 1 декабря 2012 года). |                 |                        |
| (все фото) | Фурманова                     | укр. Фурманова                      |                      | - Фурманова (см. Дмитрий Фурманов). |                 |                        |
| (все фото) | Хакимова                      | укр. Хакімова                       |                      | |                 |                        |
| (все фото) | Холмская                      | укр. Холмська                       |                      | |                 |                        |
| (все фото) | Холодноярская                 | укр. Холодноярська                  |                      | - Котовского (см. Григорий Котовский; до 1 декабря 2012 года). - Холодноярская (см. Холодный Яр; с 1 декабря 2012 года). |                 |                        |
| (все фото) | Хотинская                     | укр. Хотинська                      |                      | |                 |                        |
| (все фото) | Христианская                  | укр. Християнська                   |                      | - Доватора (см. Лев Доватор; до 1 декабря 2012 года). - Христианская (см. Христианство; с 1 декабря 2012 года). |                 |                        |
| (все фото) | Кирпичная                     | укр. Цегельна                       |                      | - Кирпичная (см. кирпич). |                 |                        |
| (все фото) | Центральная                   | укр. Центральна                     |                      | |                 |                        |
| (все фото) | Циолковского                  | укр. Ціолковського                  |                      | - Циолковского (см. Константин Циолковский). |                 |                        |
| (все фото) | Чайковского                   | укр. Чайковського                   | 1900-1950 годы.      | - Петра Скарги (см. Пётр Скарга). - Тобилевича (с 1941 года; см. Иван Карпенко-Карый). - Чайковского (с 1944 года; см. Пётр Чайковский). |                 |                        |
| (все фото) | Чапаева                       | укр. Чапаєва                        |                      | - Чапаева (см. Василий Чапаев). |                 |                        |
| (все фото) | Чекалина                      | укр. Чекаліна                       |                      | |                 |                        |
| (все фото) | Челюскина                     | укр. Челюскіна                      |                      | - Челюскина (см. Семён Челюскин). |                 |                        |
| (все фото) | Красного Креста               | укр. Червоного Хреста               |                      | - Красного Креста (см. Международное движение Красного Креста и Красного Полумесяца). |                 |                        |
| (все фото) | Черновола                     | укр. Чорновола                      |                      | - Черновол (см. Вячеслав Черновол). |                 |                        |
| (все фото) | Чернышевского                 | укр. Чернишевського                 |                      | - Чернышевского (см. Николай Чернышевский). |                 |                        |
| (все фото) | Черняховского                 | укр. Черняховського                 |                      | |                 |                        |
| (все фото) | Черчицкая                     | укр. Черчицька                      |                      | |                 |                        |
| (все фото) | Чехова                        | укр. Чехова                         |                      | - Чехова (см. Антон Чехов). |                 |                        |
| (все фото) | Ивана Кожедуба                | укр. Івана Кожедуба                 |                      | - Чкалова (см. Валерий Чкалов; до 1 декабря 2012 года). - Ивана Кожедуба (см. Иван Кожедуб; с 1 декабря 2012 года). |                 |                        |
| (все фото) | Шевцова                       | укр. Шевцова                        |                      | |                 |                        |
| (все фото) | Шевченка                      | укр. Шевченка                       |                      | - Шевченка (см. Тарас Шевченко). |                 |                        |
| (все фото) | Шишкина                       | укр. Шишкіна                        |                      | - Шишкина (см. Иван Шишкин). |                 |                        |
| (все фото) | Школьная                      | укр. Шкільна                        |                      | - Школьная (см. школа). |                 |                        |
| (все фото) | Шопена                        | укр. Шопена                         |                      | - Шопена (см. Фредерик Шопен). |                 |                        |
| (все фото) | Шота Руставели                | укр. Шота Руставелі                 |                      | - Шота Руставели (см. Шота Руставели). |                 |                        |
| (все фото) | Шота Руставели переулок       | укр. Шота Руставелі провулок        |                      | - Переулок Шота Руставели (см. Шота Руставели). |                 |                        |
| (все фото) | Щепкина                       | укр. Щепкіна                        |                      | - Щепкина. |                 |                        |
| (все фото) | Александра Богачука           | укр. Олександра Богачука            |                      | - Щорса (см. Николай Щорс; до 1 декабря 2012 года). - Александра Богачука (см. Александр Богачук; с 1 декабря 2012 года). |                 |                        |
| (все фото) | Щусева                        | укр. Щусєва                         |                      | - Щусева (см. Алексей Щусев). |                 |                        |
| (все фото) | Яблочная                      | укр. Яблунева                       |                      | - Пархоменка (до 1 декабря 2012 года). - Яблоневая (см. яблоня; с 1 декабря 2012 года). |                 |                        |
| (все фото) | Янки Купалы                   | укр. Янки Купали                    |                      | - Янки Купалы (см. Янка Купала). |                 |                        |
| (все фото) | Яровица                       | укр. Яровиця                        |                      | |                 |                        |
| (все фото) | Ярощука                       | укр. Ярощука                        |                      | |                 |                        |
| (все фото) | Ясеневая                      | укр. Ясенева                        |                      | - Ясеневая (см. ясень). |                 |                        |
| (все фото) | Ясная                         | укр. Ясна                           |                      | |                 |                        |

## Комментарии
1. ↑  По преданиям, перед смертью и захоронением в этом месте «конь Андрея Боголюбского вынес из болота этого Князя, при отступлении его из Луцка».
2. ↑  Юриздика — отдельная часть города или местечка, принадлежащая какому-то частному владельцу, костёлу, церкве, монастырю, или освобождённая от определённого рода повинностей.